# Royal Air Maroc
Pour les articles homonymes, voir RAM et Air (homonymie).
The Wings of Morocco
« Les Ailes du Maroc »
La Royal Air Maroc (en arabe : الخطوط الملكية المغربية (Al-Khoutout al-Malikiyah al-Maghribiyah) (en berbère :  ⴰⵎⵓⵏⵉ ⴰⵢⵍⴰⵍ ⴰⴳⵍⴷⴰⵏ ⵏ ⴰⵎⵓⵔⴰⴽⵓⵛ) plus communément appelé la RAM, est la compagnie aérienne nationale marocaine fondée le 29 juin 1957, membre de l'alliance OneWorld.
La plate-forme de correspondance principale de la compagnie est située sur l'aéroport Mohammed-V de Casablanca et dessert l'Afrique, l'Europe, l'Amérique et l'Asie.
La RAM est certifiée 4 étoiles par Skytrax et l'enquête « GT Tested Reader Survey » du magazine Global Traveler (en) la réélit meilleure compagnie aérienne en Afrique en 2023.
Son code IATA  est AT et le code OACI est RAM. La compagnie possède la certification IOSA de l'IATA.
En decembre 2024, Royal Air Maroc (RAM) vient d'être élue "Meilleure Compagnie Aérienne en Afrique" lors de la 21ème édition du "GT Tested Reader Survey Awards", organisée par le prestigieux magazine US Global Traveler,,.

## Histoire

### Les origines de la compagnie

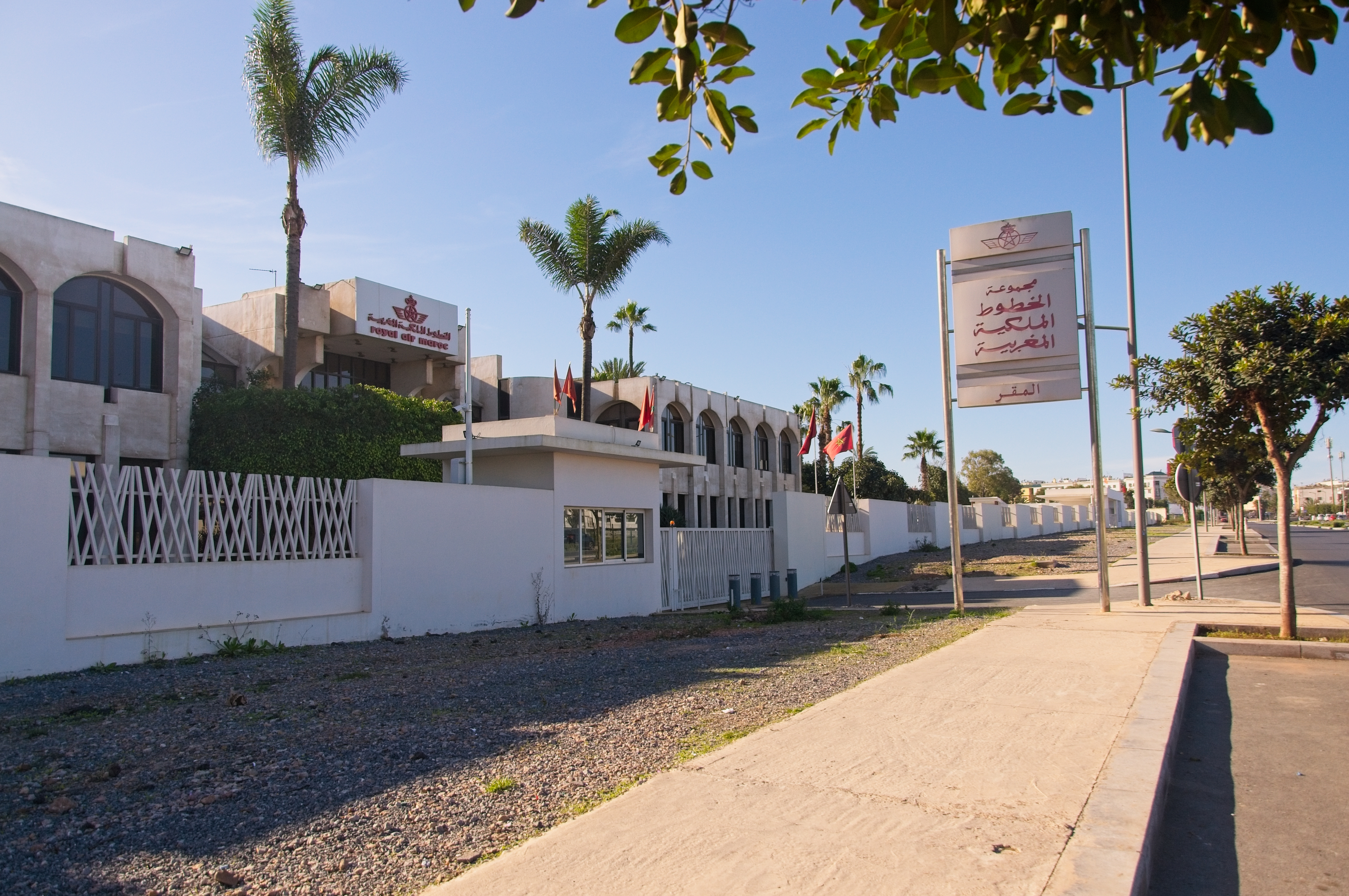
Vue du siège de la compagnie aérienne Royal Air Maroc à Casablanca, en 2022

C’est en 1957 que naît la compagnie Royal Air Maroc, quelques mois après l’indépendance du pays. Elle est le fruit de la fusion en 1953 de deux entreprises créées pendant la Seconde Guerre mondiale :
- Air Atlas ou Compagnie Chérifienne de Transport Aérien Air Atlas, créée en 1946 par le résident général de France.
- Air Maroc, créée en 1947 par des opérateurs privés[8]. Le gouvernement marocain, par un décret royal, décide de concéder l'exclusivité du transport public aérien à Air Atlas en 1951.

Le 28 juin 1957, Air Atlas (CCTA) et Air Maroc fusionnent sous le nom de Royal Air Maroc (RAM). La nouvelle compagnie dispose d'une flotte de huit avions (trois Douglas DC-3, quatre Douglas DC-4 et un Lockheed L749 Constellation).
Après l’indépendance du Maroc, l’actionnariat évolue. L'État y est majoritaire (55%), suivi d’Air France (30%), de la Société Air Transport (10%) et d'Aviaco (5%). Aujourd’hui l’État marocain est l’actionnaire majoritaire de la compagnie (98%). Qatar Airways, Iberia, et certaines entreprises marocaines ont une participation infime inférieure à 2%.

### Le développement de la compagnie
En 1958, un an après sa création, la RAM se dote d’un premier Centre de formation professionnelle, initiative de Driss Cherradi, premier PDG de la compagnie, instigateur de la fusion des deux compagnies, à qui nous devons notamment le nom Royal Air Maroc ainsi que son logo, l’étoile chérifienne avec des ailes. C’est d’ailleurs pour lui que le poste a été créé, lorsqu’il a refusé de servir sous l'autorité d’un résident français au lendemain de l’indépendance. La même année, la compagnie ouvre une ligne aérienne vers l’aéroport de Gibraltar. Au mois de mai, deux Caravelle sont commandées. En 1959, la flotte est composée de deux Douglas DC-3, d’une caravelle et de deux Lockheed Constellation. Le personnel atteint un effectif de 95 navigants dont 25 pilotes, 16 radios navigants, 17 mécaniciens navigants, 23 hôtesses et 14 stewards. Cette année la compagnie transporte 134 161 passagers. En mai 1960, une nouvelle Caravelle est livrée, elle effectue son premier vol le 20 mai. L'appareil sera impliqué dans un accident en avril 1970. En 1961, la ligne reliant l’aéroport de Rabat à Bamako est ouverte.

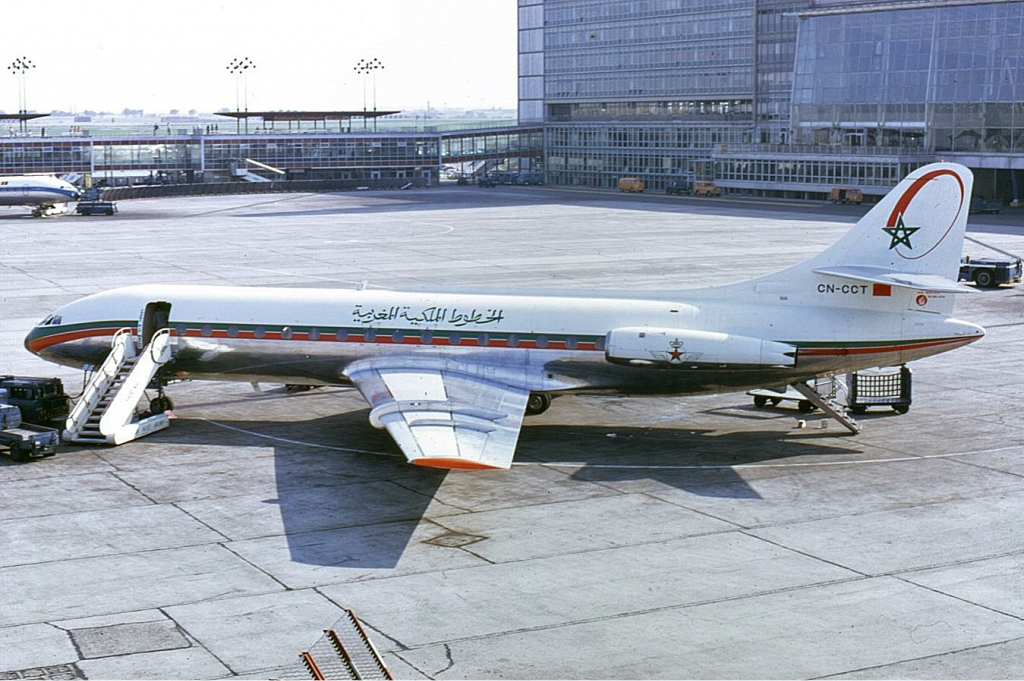
La Caravelle de Royal Air Maroc.
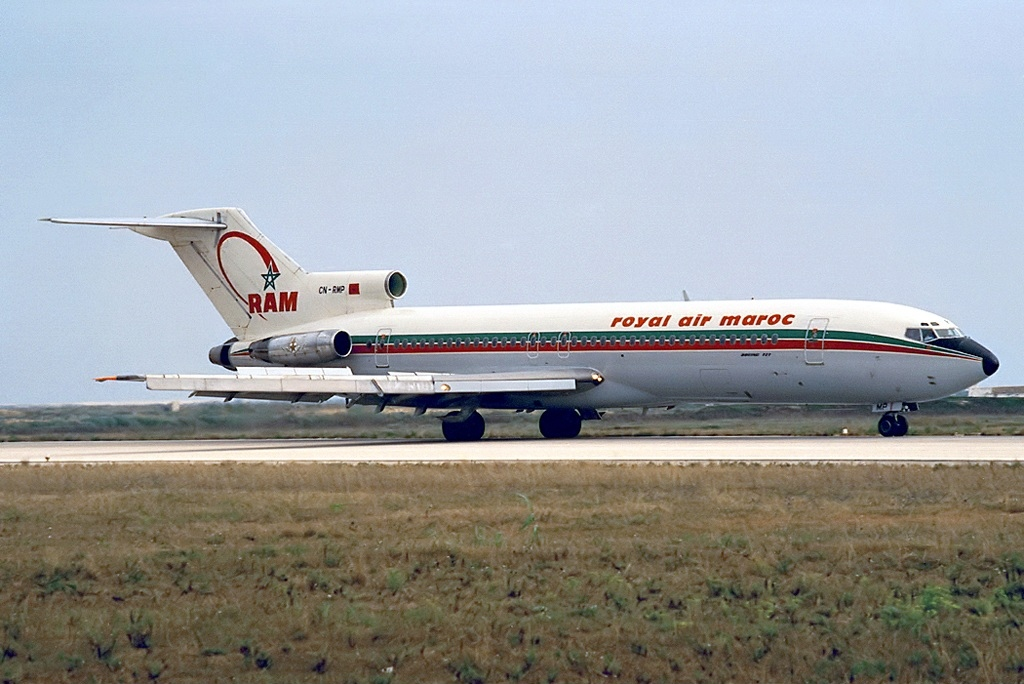
Le Boeing 727 entré en service en 1970.

En 1969, les activités techniques et d’exploitation sont transférées d’Anfa à Nouaceur et un premier Boeing 727-200 est commandé. Il entre en service l’année suivante. En 1970, l’École Nationale des Pilotes de Ligne est créée. La même année, Royal Air Inter est créée pour les vols intérieurs. En mai 1971, la flotte de la compagnie compte deux 727-200, quatre Caravelles et deux SIAI Marchetti SF.260s. Quatre ans plus tard, en 1975, une ligne à destination de Rio de Janeiro est ouverte. Le premier vol transatlantique de la compagnie a lieu au mois de mai 1975 sur un Boeing 707 emprunté à Air France. Elle est alors la première compagnie nord-africaine à opérer des vols transatlantiques. Un an plus tard, la compagnie se sépare de ses Caravelles et commande trois Boeing 737-200. En septembre 1978, la flotte se diversifie avec l'acquisition d’un Boeing 747-200. De nouveaux appareils sont livrés en 1986 faisant de la RAM la plus importante compagnie du continent. En 1998, la compagnie intègre le système Amadeus Global Travel Distribution.

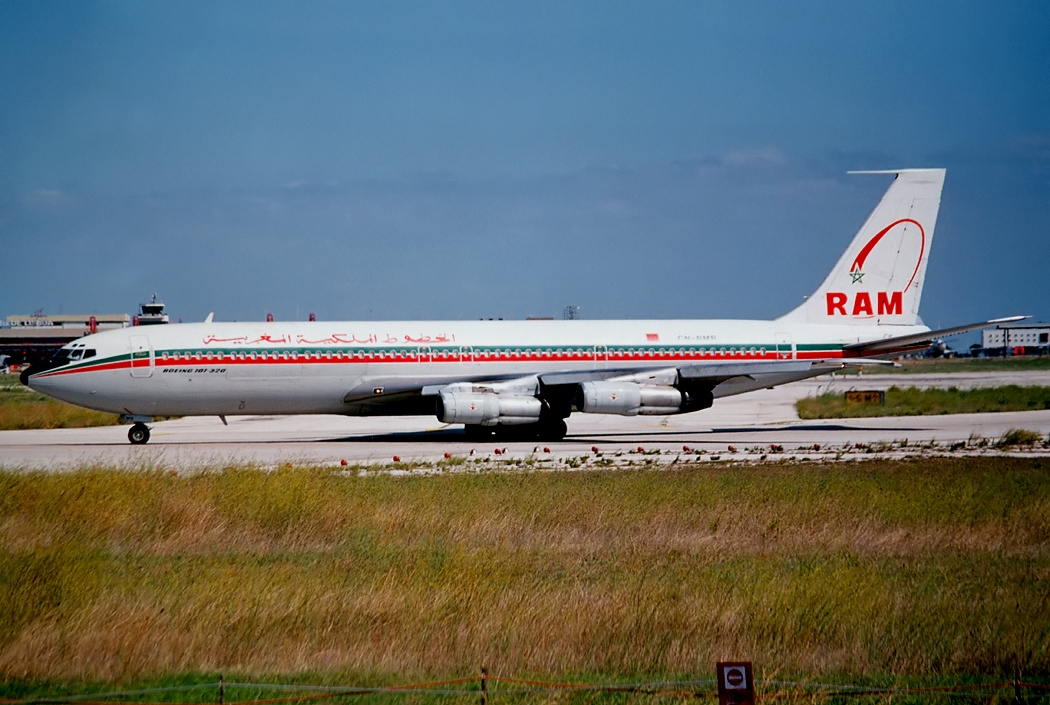
Boeing 707 de la RAM déployé sur les liaisons long-courrier
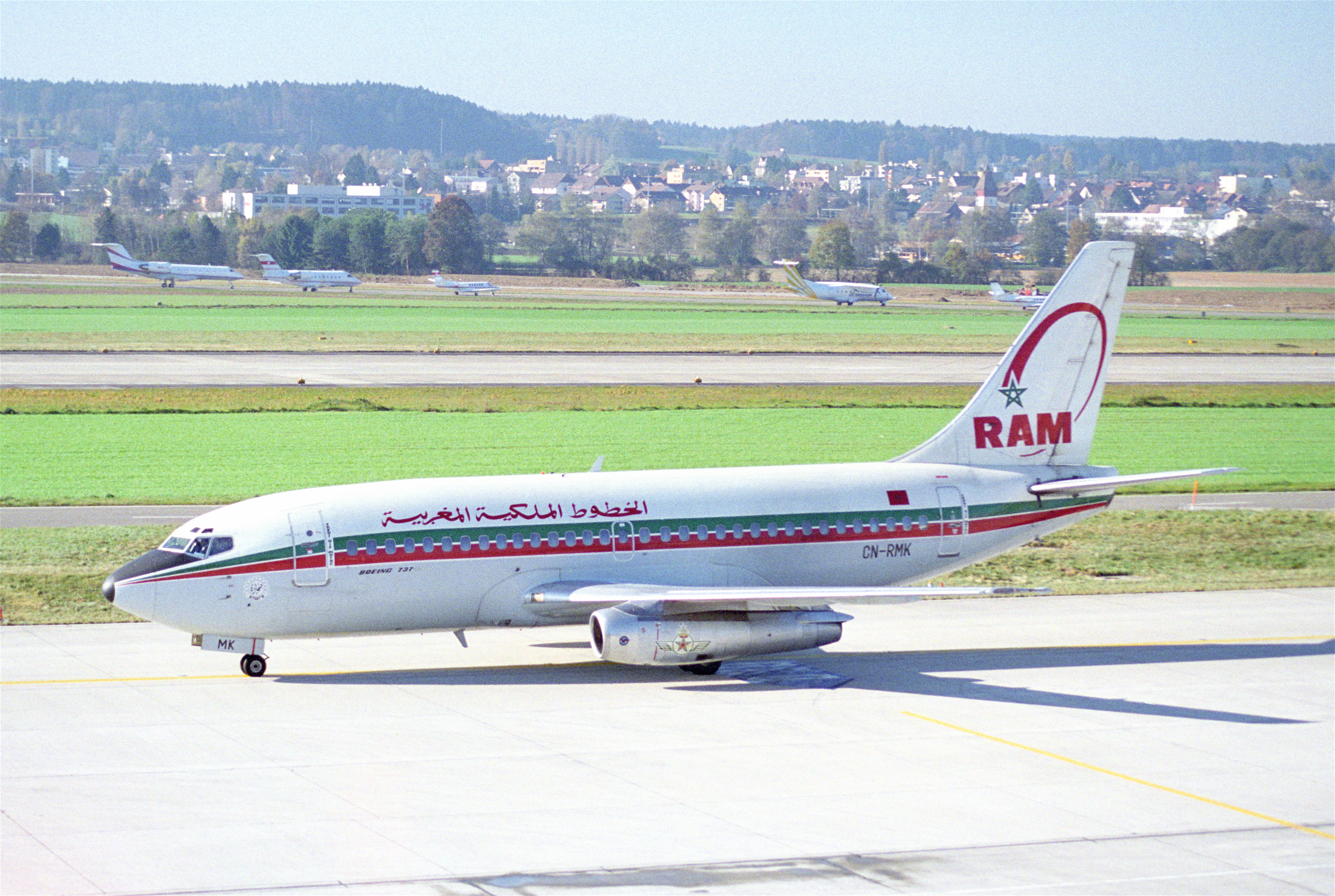
Le Boeing 737-200, remplaçant du 727

### Développements récents
Depuis le début des années 2000, Royal Air Maroc a dû affronter plusieurs défis dont les principaux furent sa masse salariale, la liquidation de sa filiale low cost Atlas Blue, la concurrence ouverte avec les compagnies européennes. Afin de trouver des nouveaux relais de croissance, le groupe marocain développe plusieurs lignes vers le Moyen-Orient, l'Amérique du Nord et l'Afrique.
En 2005, la Royal Air Maroc réalise sur le marché africain un chiffre d’affaires estimé à 950 millions d’euros, enregistrant une hausse de 68 % par rapport à l’année précédente, selon un responsable de la compagnie, Saâd Azzioui.
En 2006, elle mise sur une croissance de 75 % en Afrique, et révèle que la compagnie compte s'associer avec d'autres compagnies aériennes africaines comme c'est déjà le cas avec Air Sénégal International et Air Gabon International. La RAM s'est rétractée dans le rachat de 51 % d'Air Mauritanie annoncé au mois d'août 2006, l'absence d'exclusivité pour Air Mauritanie sur le territoire mauritanien serait à l'origine du désintérêt du groupe marocain pour la compagnie mauritanienne.
En 2007, la compagnie affirme qu'en plus du Cameroun, de la Côte d'Ivoire, du Burkina Faso, du Togo et du Bénin, la RAM ambitionne de desservir le Ghana, le Congo, la Guinée équatoriale et la République démocratique du Congo entre 2007 et 2008.

En 2008, la compagnie porte-drapeau marocaine a finalisé le 6 décembre un accord portant sur l'acquisition de quatre Boeing 787. La RAM est reconnue dans le monde parmi les meilleures compagnies en matière de sécurité. Cependant, la compagnie a eu des difficultés à s'adapter à sa rapide croissance, d'où des retards et annulations ainsi que des correspondances ratées à son hub de Casablanca.

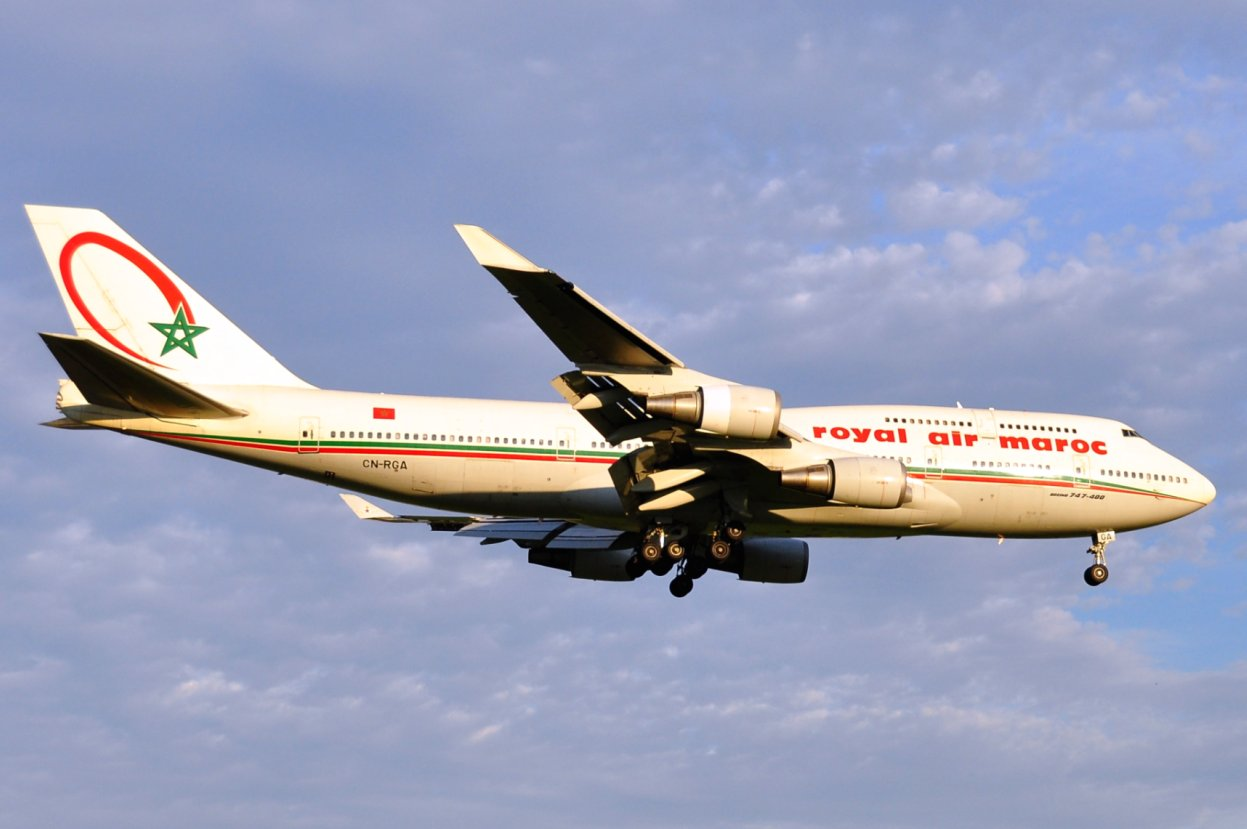
Boeing 747-400 immatriculé CN-RGA.

En 2009, Royal Air Maroc est classée deuxième compagnie africaine, derrière South African Airways et devant Egyptair, Tunisair.
En 2010, la moyenne d'âge de la flotte de Royal Air Maroc est de 6,9 ans, un chiffre relativement inférieur à la moyenne mondiale (11,5).
La date clé du passage de Royal Air Maroc dans une période difficile a été l'année 2008 qui correspond à l'entrée en service de l'accord Open Sky. Le groupe marocain a essayé de se défendre en créant une filiale low cost baptisée Atlas Blue qui ne s'est pas pérennisée face à l’agressivité des low cost européennes telles que Ryanair et easyJet. Il a fallu deux restructurations successives pour sortir Royal Air Maroc du rouge.
Aujourd'hui, la compagnie a réussi à réduire sa masse salariale tout en augmentant sa flotte de 20 %, la compagnie Royal Air Maroc a aussi mis l'accent sur l'usage des avions à économie d'énergie et se sert de ses Dreamliner à la place des B747, ainsi que de ses ATR et Embraer E-190 de petites capacités en remplacement des B737 pour maximiser ses taux de remplissages sur les lignes secondaires. Il a fallu attendre quatre ans avant de voir le groupe renouer avec les bénéfices.
La compagnie nationale marocaine termine l’année 2014 (novembre 2013 à octobre 2014) avec une hausse du trafic global passagers de 5,8 % par rapport à 2013. Avec 67 100 vols, RAM a transporté en 2014 plus de 6,2 millions de passagers, dont près de 5,4 millions sur des liaisons internationales, soit loin devant toutes les autres grandes compagnies africaines qui drainent moins de trafic extérieur qu'intérieur. La croissance de ce trafic a été réalisée malgré un environnement difficile et très compétitif, souligne la RAM, le nombre de sièges offerts par l’ensemble des compagnies sur le marché marocain a augmenté de 10 % en 2014. Cette progression est attribuée à l’amélioration du trafic sur l’Afrique subsaharienne de (17 %) et sur le trafic domestique (20 %).
Le trafic global de Royal Air Maroc sur les vols intérieurs s’est élevé à 800 000 passagers durant l'exercice budgétaire  (du 1er novembre 2013 à fin octobre 2014).
Royal Air Maroc dessert désormais plusieurs continents outre l'Afrique : l'Europe, l'Asie et les Amériques (Nord et Sud).

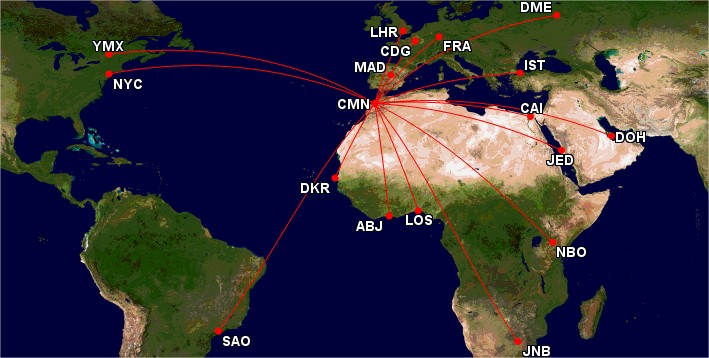
Ancienne carte des destinations opérées par la Royal Air Maroc. (Changement dès que la nouvelle sort)

La compagnie a lancé 14 nouvelles routes passagers en 2014. Au départ de Casablanca, elle a ouvert Sao Paulo, Tenerife, Munich, N’Djaména, Montpellier, Paris-Charles-de-Gaulle, Errachidia, Zagora et Tétouan. Elle a également lancé de nouvelles lignes depuis Marrakech vers Londres Gatwick, Madrid, Milan et Genève. Quant à la division fret, RAM Cargo a lancé de multiples routes, ils se placent principalement sur l'Afrique et l'Europe. L'acquisition des premiers Embraer 190 de petite capacité a permis à la compagnie de desservir les villes secondaires européennes et en Afrique subsaharienne.
La RAM lance également une nouvelle ligne entre Casablanca - Tanger et Gibraltar en mars 2015 avec l'ATR 72-600 après les lignes Casablanca - Agadir - Canaries exploitées également par le même type d'avion économe en carburant. La nouvelle route Tanger - Gibraltar fait suite à un accord entre la compagnie aérienne et le ministère des Transports de Gibraltar et permettra de relier l’Europe à l’Afrique en moins de 30 minutes, elle survint après la complication des procédures d'entrée et de sortie de Gibraltar par les douanes espagnoles. Après avoir lancé la desserte du hub de Nairobi le 30 mars 2016, Royal Air Maroc déclare profiter de l'arrivée des trois derniers Dreamliners pour partir à Washington et à Johannesburg.
Afin de promouvoir le tourisme marocain, l'ONMT a engagé Abderrafie Zouiten un ancien cadre de la RAM qui a pour mission de définir les axes prioritaires du développement de la compagnie nationale en vue de trouver des nouveaux relais de croissance du tourisme marocain, les projets actuels consistent à créer des lignes directes de la Russie vers Agadir, au cours d'un sommet économique Maroc - Russie des vols Royal Air Maroc de Moscou et Saint-Pétersbourg vers Agadir sont annoncés pour mai 2016. D'autre part, des lignes aériennes directes reliant Marrakech aux métropoles nord-américaines et reliant les villes africaines telles que Dakar à la capitale spirituelle Fès sont en projet.

Le 13 février 2016, Royal Air Maroc annonce dans une conférence de presse à Accra qu'elle lancera pour la première fois des lignes internes africaines en exploitant la cinquième liberté de l'air[pas clair], en effet, à la demande des autorités ghanéennes la compagnie marocaine lance deux lignes pour connecter Accra à Freetown et Monrovia, capitales du Libéria et de la Sierra Leone. Les autorités ghanéennes envisagent également une future ligne entre le hub économique africain et Conakry assurée par Royal Air Maroc, on ignore si les besoins ultérieurs du transport aérien ghanéen vont aboutir à l'établissement d'un hub régional local pour la compagnie porte-drapeau marocaine.

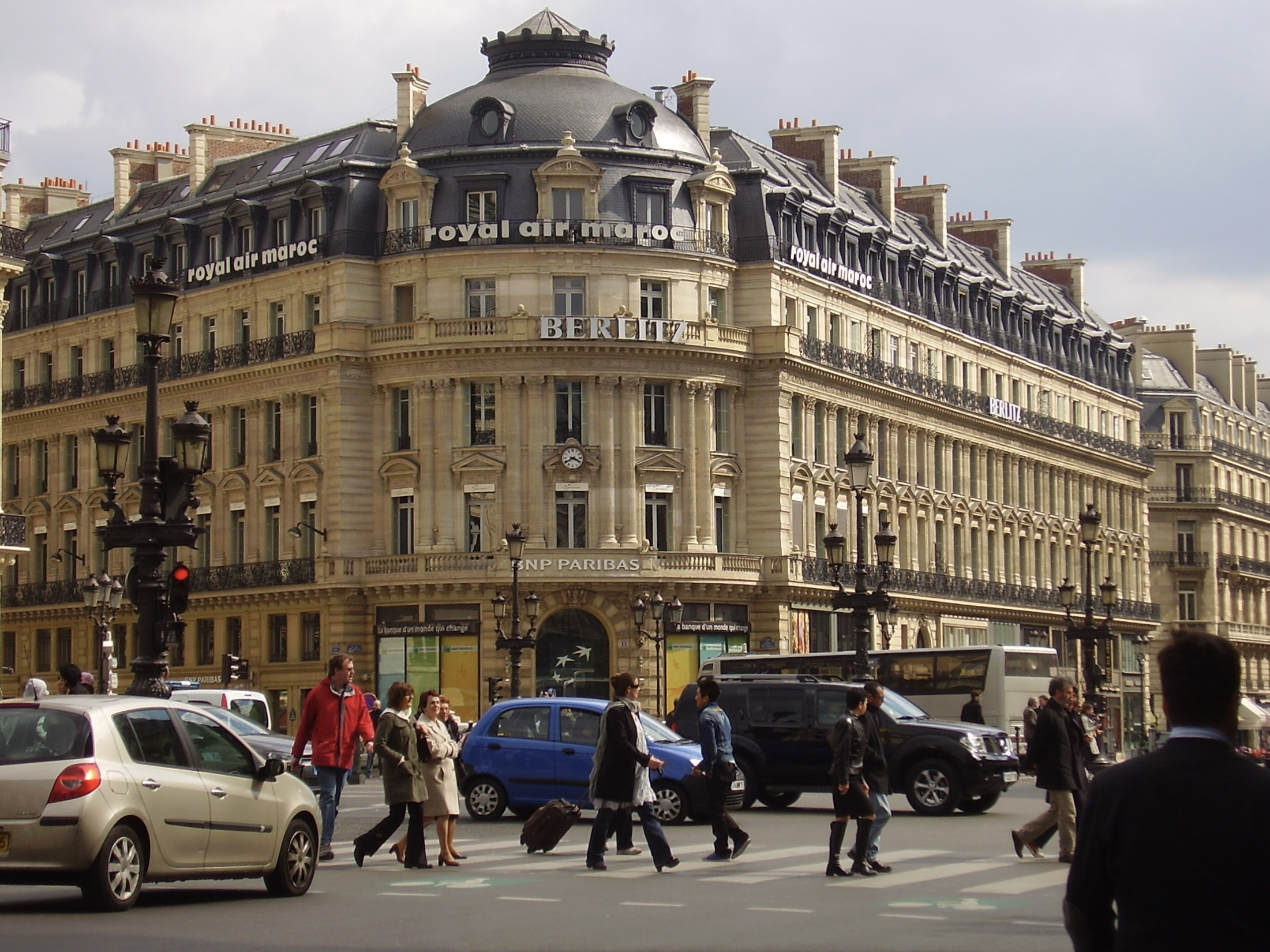
Bureaux de Royal Air Maroc à Paris.

Fin avril 2016, Qatar Airways étant en négociation pour le rachat de 49 % du capital de Meridiana affirme, au cours d'une déclaration révélée par Bloomberg, être intéressé par le rachat de 25 à 49 %  de Royal Air Maroc après avoir signé un partenariat stratégique avec celle-ci en mai 2015. Cette affirmation renforce l'hypothèse de voir la RAM devenir la première compagnie africaine à intégrer l'alliance Oneworld dont Qatar Airways fait partie, Qatar Airways qui a racheté en janvier 2015, 10 % du capital du groupe IAG qui se compose notamment des compagnies British Airways et Iberia, IAG faisant partie de l'alliance Oneworld.
Le 3 mai 2016 Royal Air Maroc inaugure sa deuxième liaison régulière vers le Brésil en desservant Rio de Janeiro à l'aube des jeux olympiques de 2016. Le total des dessertes assurées vers le Brésil atteint alors trois vols par semaine grâce à un B767, remplacé par un B787-800 au quatrième trimestre 2016, aussi un quatrième vol hebdomadaire est programmé en vue de porter les capacités à 60 000 places par an. Le nombre de touristes brésiliens ayant visité le Maroc a atteint 27 000 en 2015, le Maroc ambitionne d'attirer 100 000 touristes brésiliens en 2019 par des liaisons directes ou au travers des partenariats avec les voyagistes portugais, ainsi parallèlement à l'augmentation des places offertes avec le Brésil Royal Air Maroc a rehaussé le nombre de places et de dessertes vers le Portugal pour atteindre dix vols par semaine entre Lisbonne et Casablanca en plus des autres pays lusophones en lançant des vols directs vers le Cap-Vert et en remplaçant les mono-couloirs B737 par des B767 vers Luanda, une ligne ouverte depuis 2011.

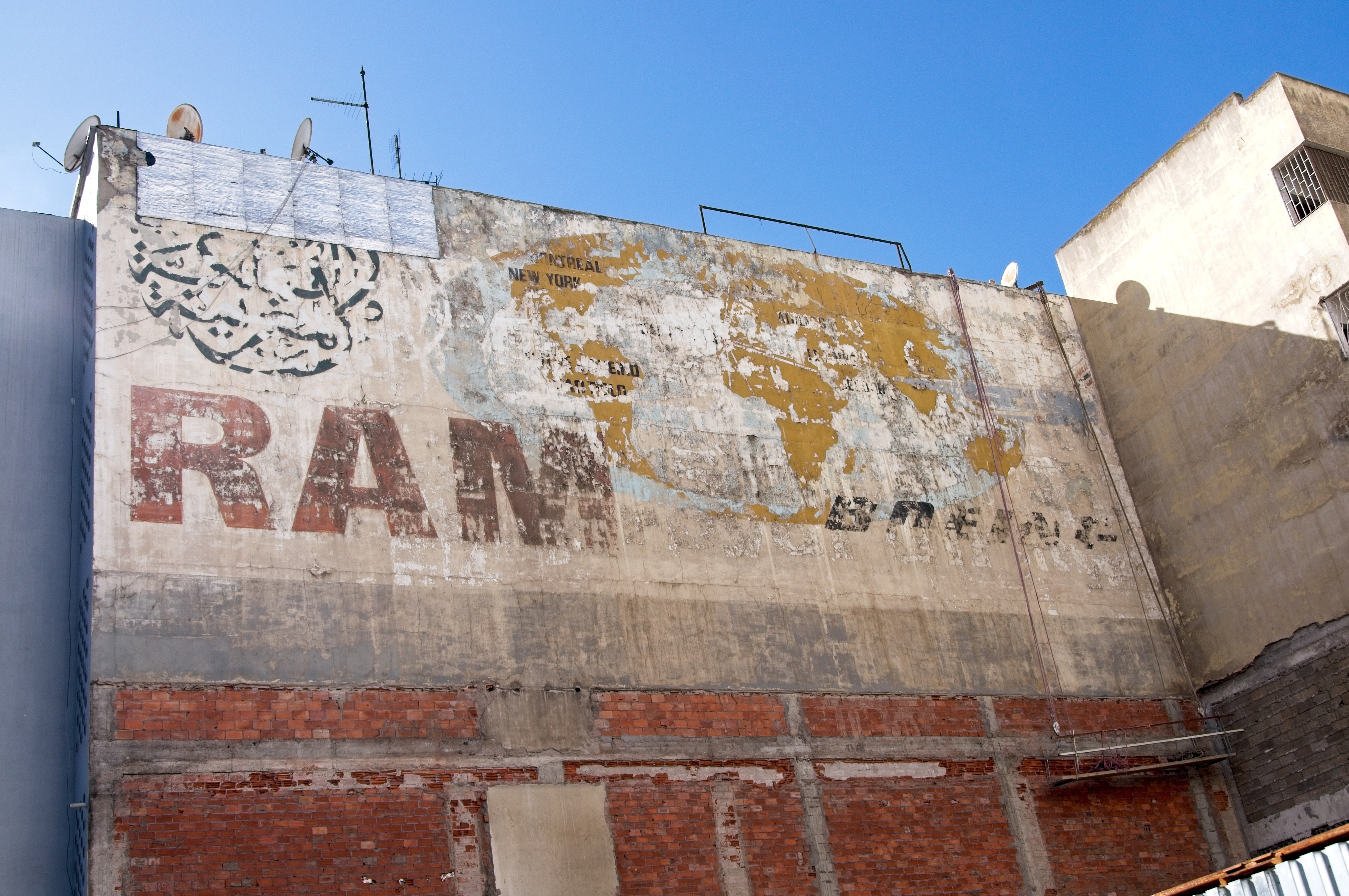
Publicité peinte ancienne sur un pignon d'immeuble à Casablanca, le 2 janvier 2023.

Lors du week-end des 29 et 30 juillet 2017, plus de 57 739 passagers seront transportés par la Royal Air Maroc RAM. Cela sur 517 vols (aller et retour), opérés durant ces deux jours. Ce pic est aussi un record pour la compagnie.
En octobre - novembre - décembre 2017, Royal Air Maroc est au cœur d'une polémique entre l'Algérie et le Maroc. En effet, à la suite des critiques du ministre algérien des Affaires étrangères, Abdelkader Messahel, qui affirmait que la compagnie ne transportait pas que des passagers (sous-entendant là qu'elle participait au blanchiment d'argent du trafic d'haschish), la compagnie marocaine souhaite porter plainte. Cela a provoqué une crise diplomatique et un tweet de la compagnie[Lequel ?] répondant avec humour, à la suite de la qualification du Maroc à la Coupe du monde de Football 2018, aux propos du ministre algérien.
27 décembre 2017 : Boeing annonce que la Royal Air Maroc a fait l'acquisition de quatre 787-9.

En mars 2018, la direction de Royal Air Maroc annonce avoir signé  un partenariat avec la compagnie russe S7 Airlines. Cette collaboration a pour but d'augmenter les liaisons de la RAM en Russie. En 2018, la RAM fait face à un conflit social important. Le 20 juillet, les pilotes se mettent en grève pour manifester leurs revendications ; l’Association marocaine des pilotes de ligne (AMPL) demande à la compagnie d'accorder une augmentation immédiate de 30 000 dirhams pour les commandants de bord (leur salaire en 2018 est de 150 000 dirhams). Cette crise bloque plusieurs dizaines d'avions au sol et la direction signale qu'elle a engendré une perte de plus de 410 millions de dirhams. Le 15 août 2018, un accord "secret" est trouvé entre les pilotes et la direction, mettant fin au conflit. Le conflit, tel qu'il est décrit dans la presse acquise à la cause de Royal Air Maroc, est qualifié d’imaginaire par l’AMPL (Association Marocaine des Pilotes de Ligne). Cette crise serait due au sous-effectif des pilotes et à une mauvaise gestion de la période estivale, la compagnie n’ayant réussi à louer qu’une petite partie des avions dont elle avait besoin.

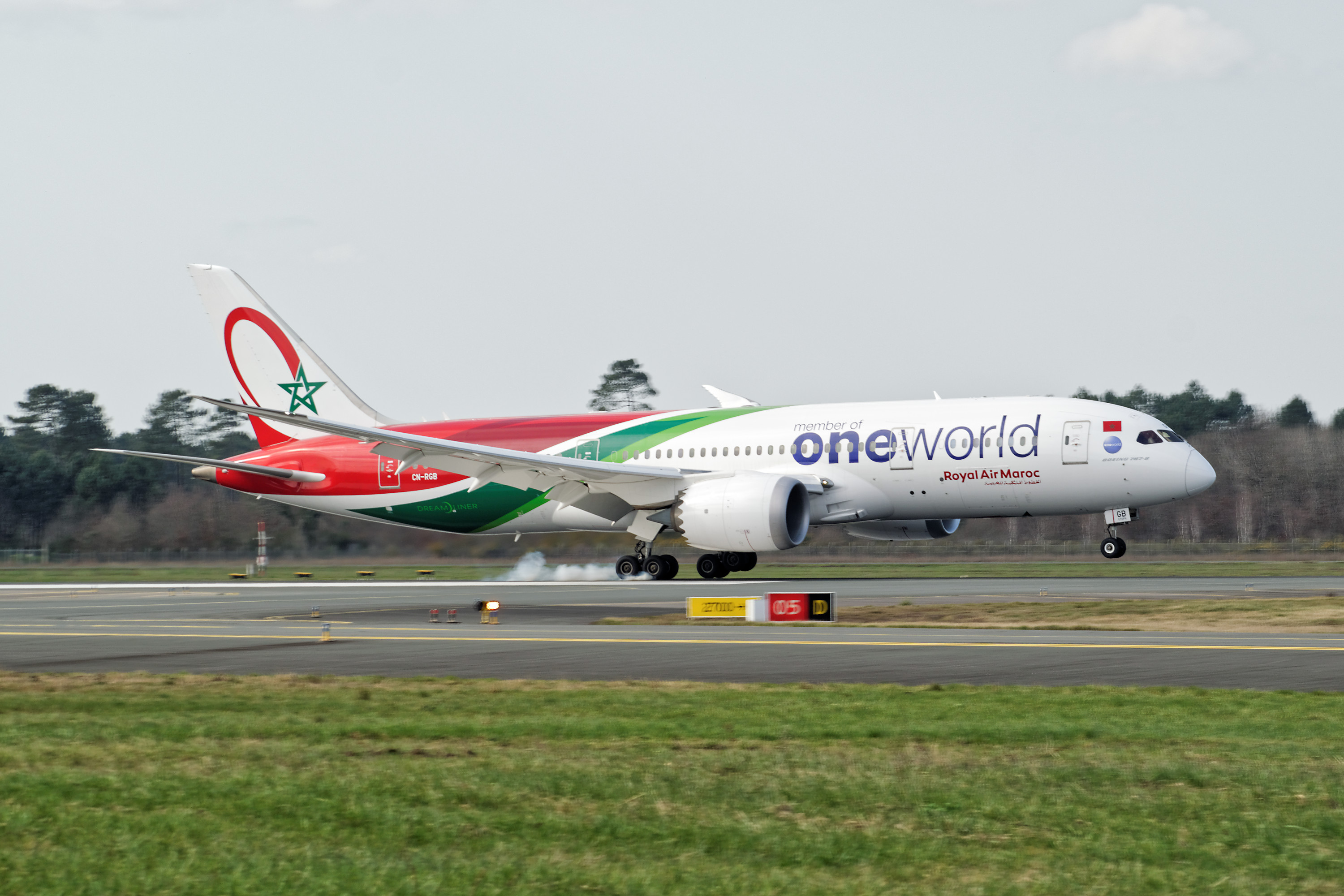
Un Boeing 787-8 Dreamliner avec l'inscription Oneworld après l'intégration de la RAM dans l'alliance en 2020.

Le 13 février 2019, la direction du groupe signe un mémorandum d’entente avec la compagnie espagnole Iberia Airlines, en présence du roi Mohammed VI et le roi d’Espagne Felipe VI.
En janvier 2020, la compagnie ouvre une liaison directe entre Casablanca et Pékin, mais celle-ci ferme et réouvre en 2024.
Début 2020, la Royal Air Maroc intègre l'alliance Oneworld.
Le 27 septembre 2023, Royal Air Maroc conclut un accord avec Air Sénégal pour créer un partenariat stratégique. Cet accord vise à créer de meilleures passerelles pour les voyageurs entre les deux compagnies mais aussi une augmentation des possibilités de connexion en termes d'horaires et de jours de services entre les deux pays. En matière de formation technique, des moyens vont aussi être mutualisés entre les deux compagnies.
En 2024, la compagnie prévoit, après avoir reçu ses nouveaux 787-9 de relier Ottawa, Mexico City, Los Angeles, Seattle et bien d'autres..

### Impact de la crise du coronavirus (COVID-19) en 2020
À la suite de la crise sanitaire de 2020, que le PDG de la compagnie Abdehamid Addou, nomme « pire crise de l’histoire », la direction annonce qu'elle perd près de 50 millions de dirhams par jour. Elle annonce alors un plan de licenciement de 900 salariés dont 180 pilotes. Elle annonce également qu'elle va réduire sa flotte d'avions à 38 appareils.

## Finances et gestion

### Statut et actionnariat
La RAM dispose de statut légal de Société Anonyme à Conseil d’Administration.
Le principal actionnariat de la RAM est l’État.
- l’État directement avec 53 % du capital.
- l’État indirectement par le biais du Fonds Hassan II pour le développement qui détient 44,1 % du capital.

Qatar Airways, Iberia, et certaines entreprises marocaines ont une participation infime inférieure à 2 %.

### Finances
En 2020, les finances de la RAM étaient les suivantes :
En 2018, son chiffre d'affaires atteint les 16,1 milliards de dirhams et l'entreprise transporte 4,5 millions de passagers.
Comme de nombreuses compagnies aériennes, la RAM a été très fragilisée par la crise du Covid 19 en 2020 , mais celle-ci réussira à se relever.

### Membres du Conseil d'Administration
Selon son site Internet, le Conseil d’Administration de Royal Air Maroc compte sept sièges, attribués selon la répartition suivante :
- quatre représentants de l’État
- deux représentants du Fonds Hassan II pour le Développement Économique et Social
- un administrateur indépendant

| Nom                     | Statut                     | Occupation                                         |
| ----------------------- | -------------------------- | -------------------------------------------------- |
| Abdelghni Lakhdar       | Administrateur             |                                                    |
| Abderrahmane Semmar     | Administrateur             | Nommé par le Ministère de l'Économie, des Finances |
| Mohammed Msellek        | Administrateur             |                                                    |
| Dounia Ben Abbes Taarji | Administrateur             | Présidente du Fonds Hassan II                      |
| Mustapha Merri          | Administrateur             |                                                    |
| Soumia Lboukili         | Administrateur             |                                                    |
| Mohamed Rabie Khlie     | Administrateur indépendant | Directeur de l'ONCF                                |

### Anciens directeurs
Le directeur de la compagnie mère, Air Atlas, fut Joris Langhilaire, aux côtés de Timo Abrit, à la fin du protectorat français.
Le premier PDG de Royal Air Maroc fut Driss Cherradi, chargé de mission de la fusion Air Atlas-Air Maroc, c’est lui qui baptisa la compagnie Royal Air Maroc, docteur en droit, diplômé en sciences politiques et en économie, ancien chargé de mission au cabinet de Moulay Hassan, ex-gouverneur de Nador, ex-PDG de la SUNAB (Sucrerie nationale du Beht), membre fondateur du Mouvement populaire (il en fut le financier et l'architecte, à la demande du roi Hassan II).
En 1965, Saïd Ben Ali Yaala, l’un des premiers ingénieurs marocains des Ponts et Chaussées et ancien directeur de l’Aviation Civile au Maroc, est nommé à la tête de la Royal Air Maroc, alors dominée par des cadres étrangers. Il occupera ce poste stratégique pendant près de trois décennies, jusqu’en 1993. Homme de dialogue et fin négociateur, Saïd Ben Ali Yaala a su instaurer une politique efficace et équilibrée, limitant les conflits sociaux et assurant une stabilité bénéfique pour la compagnie.
Sa gestion a permis à la RAM de maintenir une stratégie cohérente et durable, malgré les changements fréquents de présidents auxquels il a su s’adapter, tel un véritable pilier de l’institution. Cependant, son départ en 1993, précipité pour des raisons obscures, a privé la RAM d’un de ses administrateurs les plus compétents. Par la suite, la compagnie a traversé une période difficile, marquée par des scandales médiatiques qui ont fait les gros titres pendant plusieurs semaines.
Mohamed Mekouar, son successeur, est le premier PDG à être ingénieur en aéronautique et modernise la compagnie avec l’achat de plusieurs Boeing.
En 1995, Mohamed Hassad est nommé à la tête de la compagnie durant seulement 6 ans puis lui succède Berrada.
Le dirigeant actuel est Hamid Addou, nommé le 16 février 2016. Il a occupé plusieurs postes à responsabilité, dont la direction de l'ONMT. Il remplace Driss Benhima à la tête de la compagnie.
| Année         | Nom des anciens directeurs de la RAM                                                      |
| ------------- | ----------------------------------------------------------------------------------------- |
| 1957-1965 :   | Driss Cherradi nommé par décret royal premier PDG de la nouvelle entité Royal Air Maroc ; |
| 1965-1993 :   | Saïd Ben Ali Yaala ;                                                                      |
| 1993-1995 :   | Mohamed Mekouar ;                                                                         |
| 1995-2001 :   | Mohamed Hassad ;                                                                          |
| 2001-2006 :   | Mohamed Berrada ;                                                                         |
| 2006-2016 :   | Driss Benhima ;                                                                           |
| Depuis 2016 : | Abdelhamid Addou (en exercice)                                                            |

### Filiales du Groupe Royal Air Maroc
- Aerotechnic Industries : filiale 50 % de la RAM et 50 % d'Air France, chargée de l'entretien des avions B737 de la RAM et des A320 d'Air France à l'aéroport  Mohammed V à Casablanca. Le Directeur Général en exercice, depuis 2016, est Tommaso Auriemma.
- Atlas Multiservices : créée en 2007, a pour mission fondamentale de servir d'intermédiaire en matière de recrutement et d’embauche.
- Royal Air Maroc Express : filiale à 100 % de la RAM, exploite les lignes régionales.
- Atlas Servair : depuis février 2013, une coentreprise entre Royal Air Maroc (60 %) et Servair (40 %). L’entreprise s’appelait Atlas Catering Airlines Services (ACAS), créée par Royal Air Maroc le 29 décembre 2004, en détenant l'intégralité du capital. Elle est spécialisée dans le catering aérien, les ventes à bord et le nettoyage cabine[45].
- Atlas On Line : créée en février 2004, filiale à 100 % de la RAM, elle est spécialisée dans l'activité gestion de la relation clients, centre de contact multimédia, gestion des services après ventes, etc.
- Royal Air Maroc Cargo : fret aérien officialisé en janvier 2010. Elle fait partie du groupe Royal Air Maroc et est une filiale à hauteur de 100 % de Royal Air Maroc
- Royal Air Maroc Handling : Filiale à 100 % du Groupe Royal Air Maroc, a pour mission la réalisation de prestations d’assistance aux opérations au sol (assistance aux passagers, traitement de bagages, assistance fret…)
- Atlas Blue était une filiale Low cost créée en 2004. Elle devient prestataire de service pour Royal Air Maroc en novembre 2009[46].

## Identité visuelle

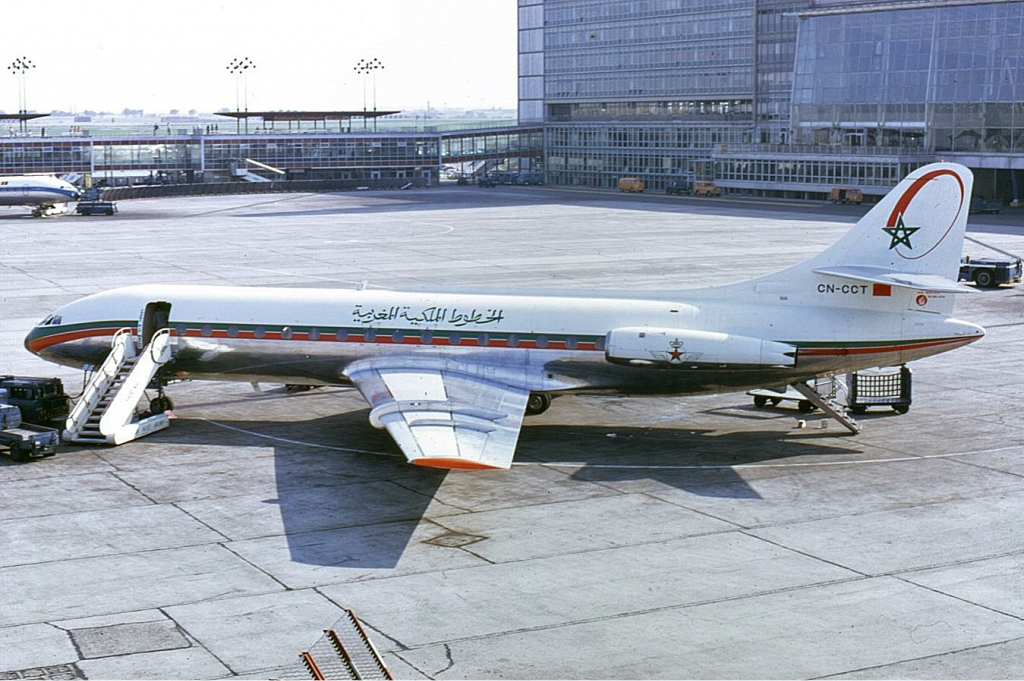
Une des premières livrées sur une des Caravelles de la RAM.
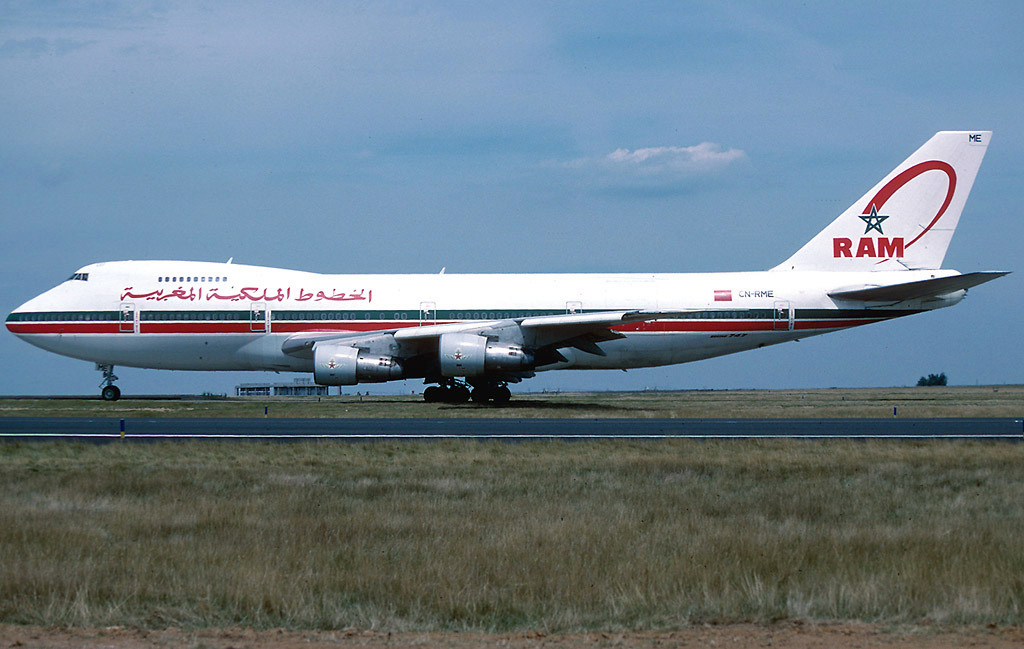
Boeing 747-200, décorée avec une des premières livrées en 1990.
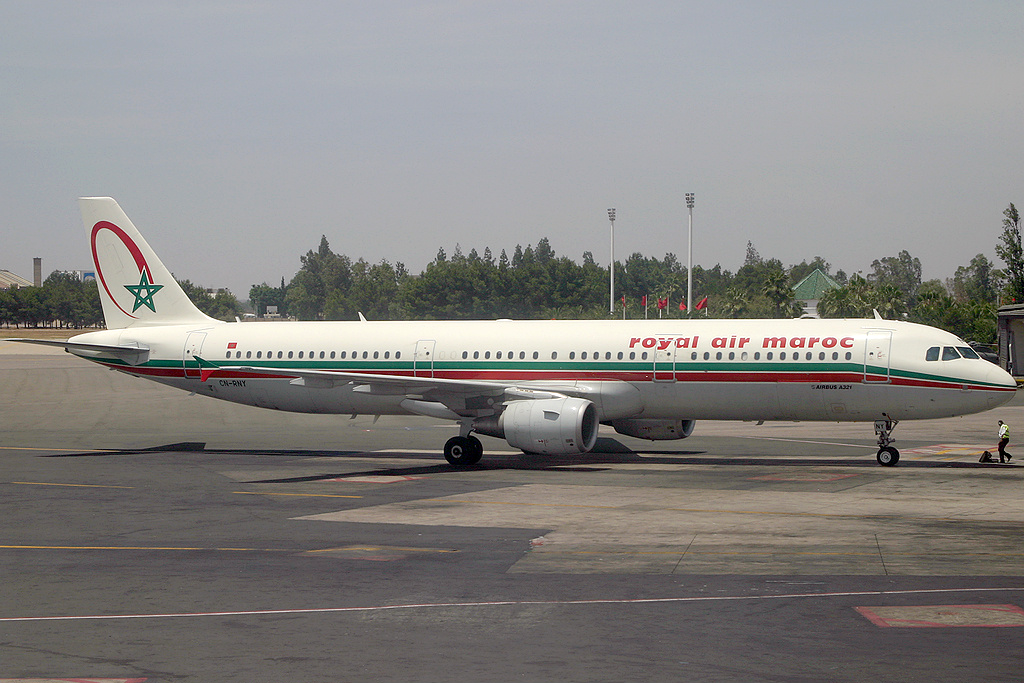
Livrée de l’a321 de la compagnie au début des années 2000.
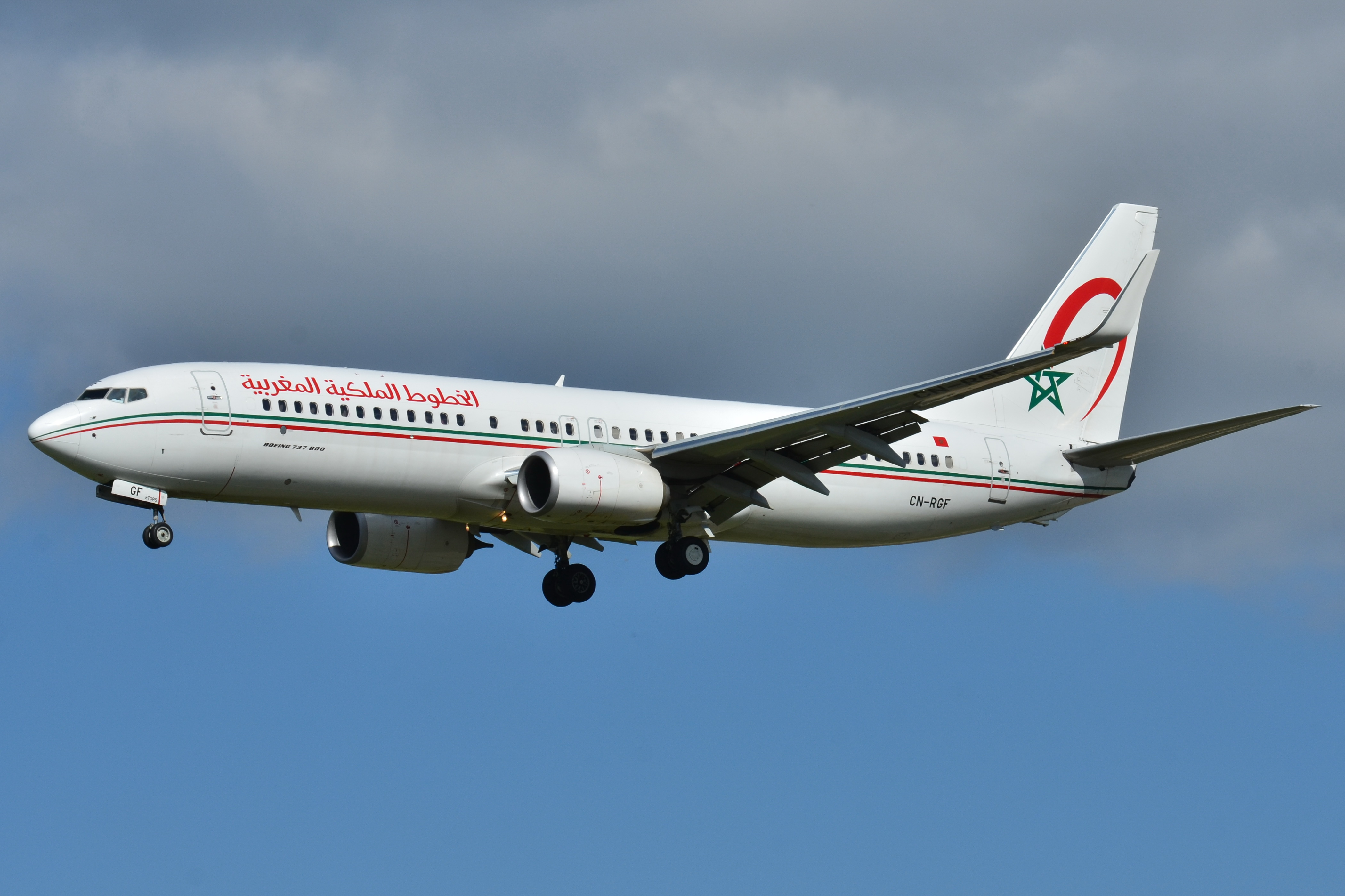
Livrée du 737-800 de la RAM pendant les années 2010.
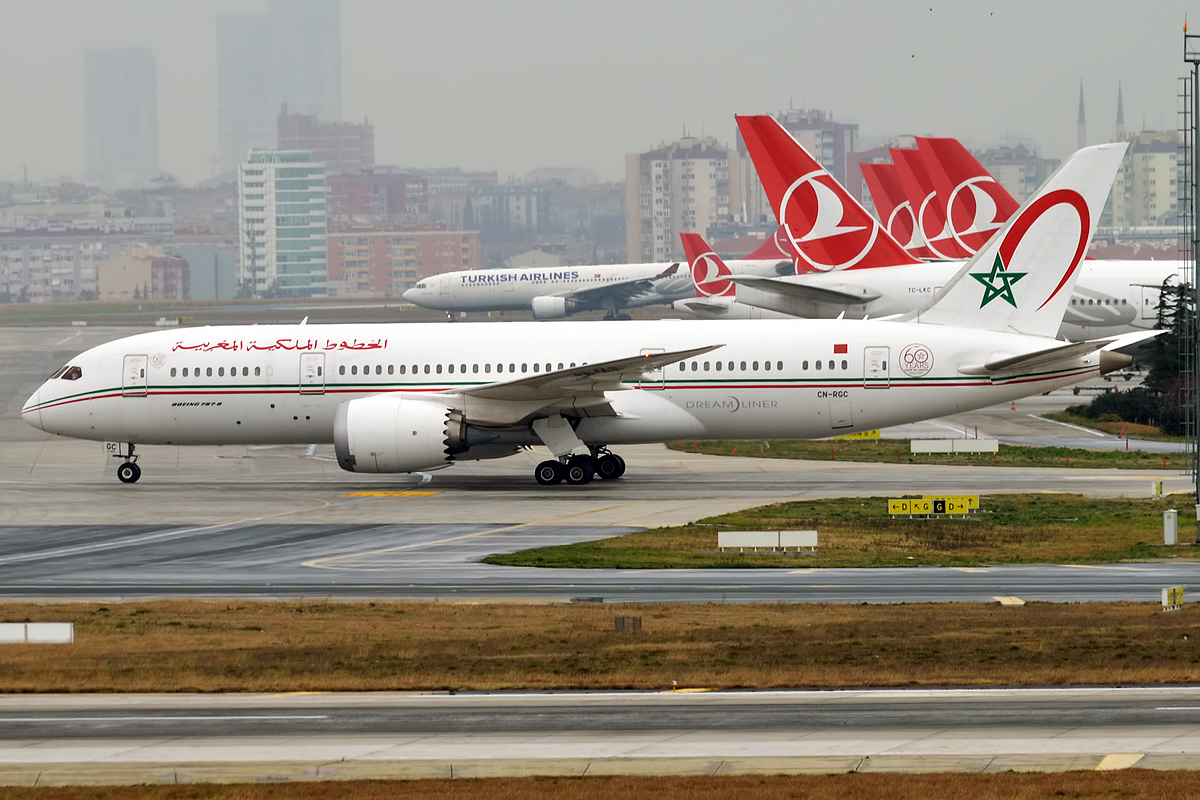
Livrée du 787 de la RAM pendant les années 2010.
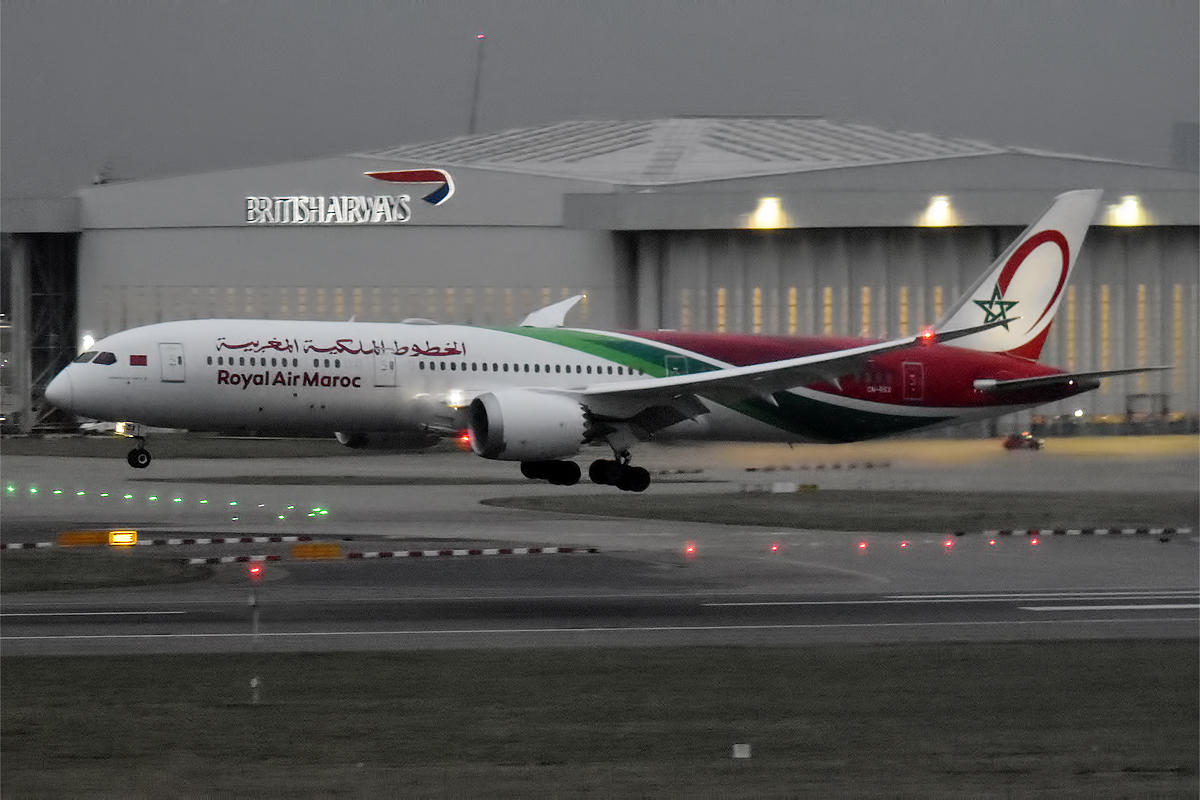
Livrée actuel du 787 depuis 2018.
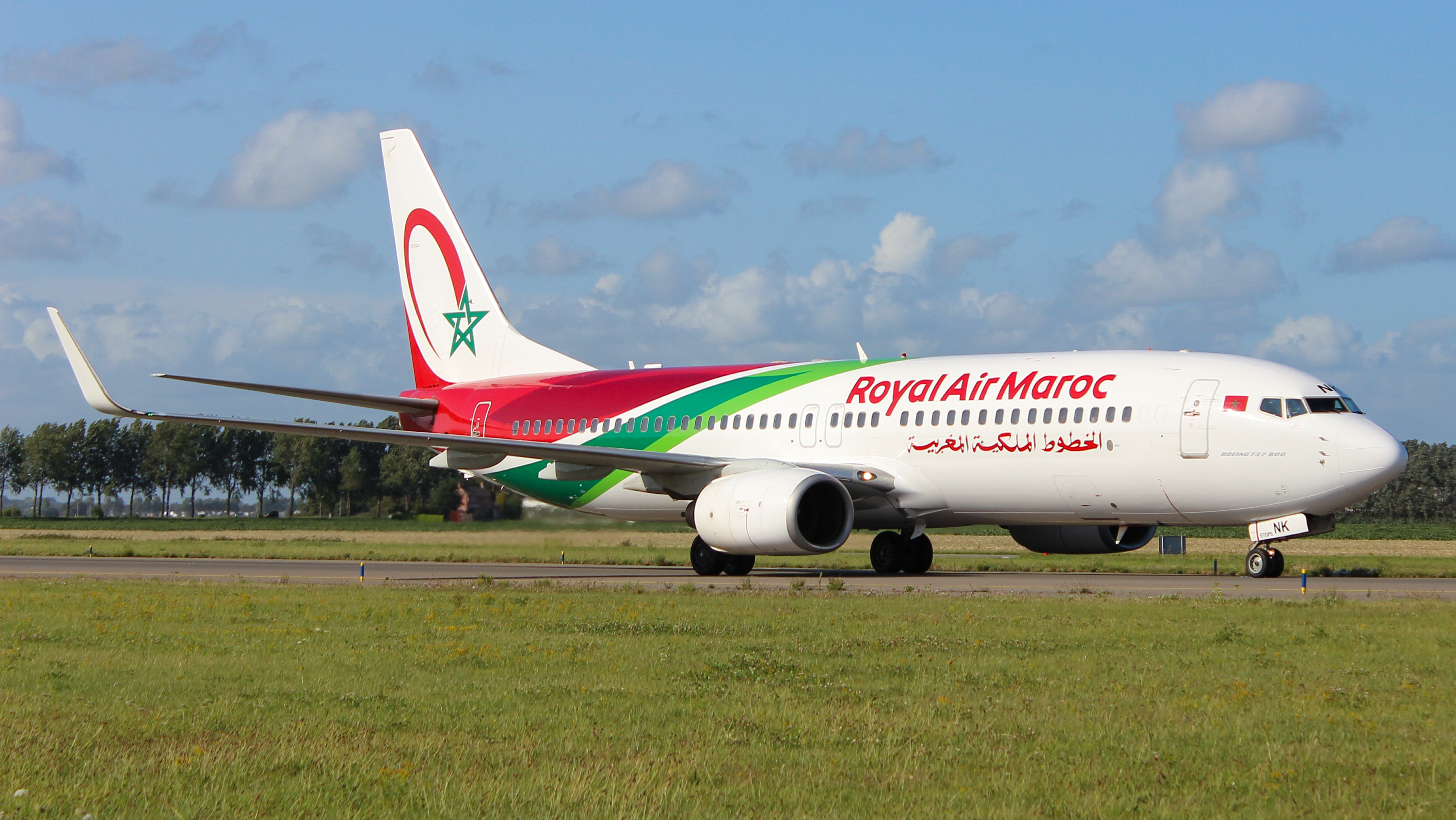
Livrée actuel du 737-800 depuis 2018.
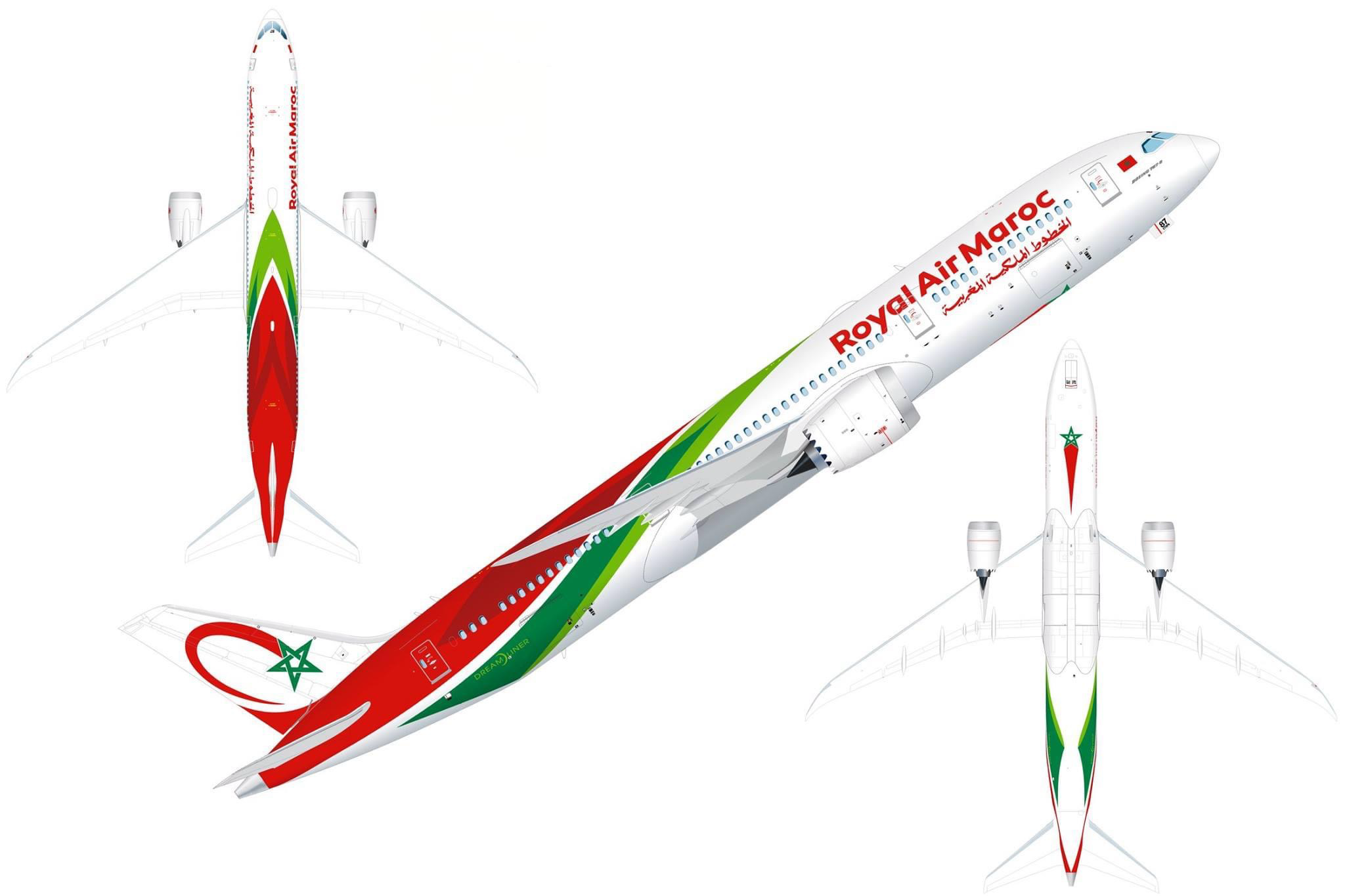
Livrée actuel depuis 2018.
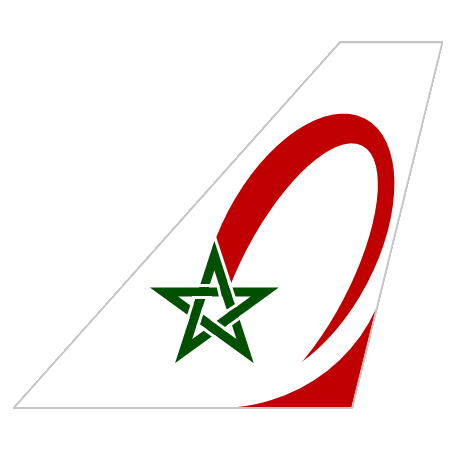
Décoration de la queue des avions de la RAM
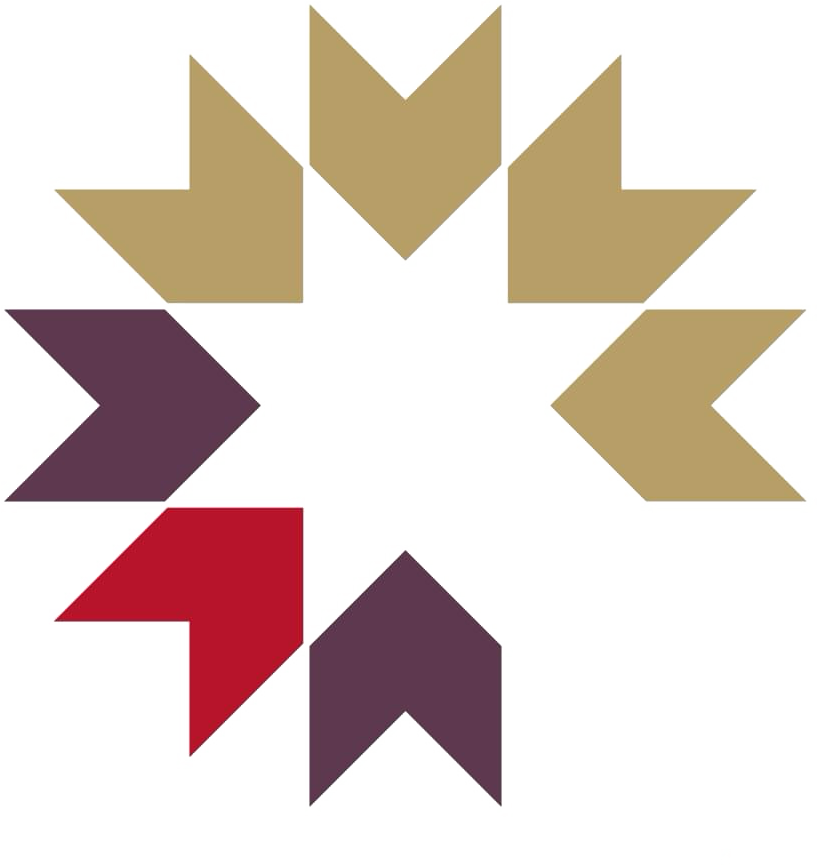
Motif cabine actuel de la Royal Air Maroc depuis 2018.
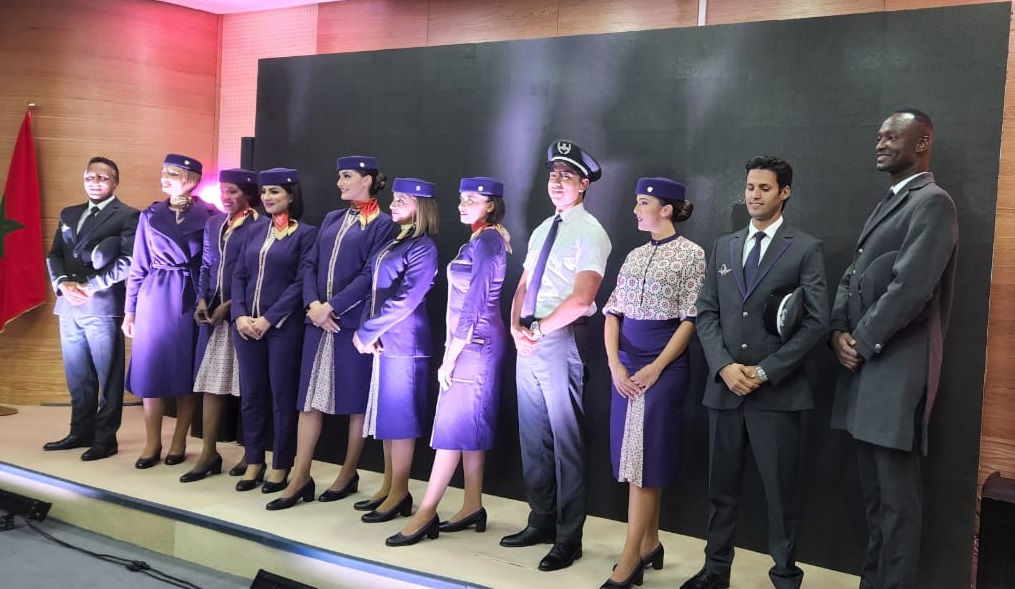
Uniformes des PNC de la Royal Air Maroc depuis 2022.
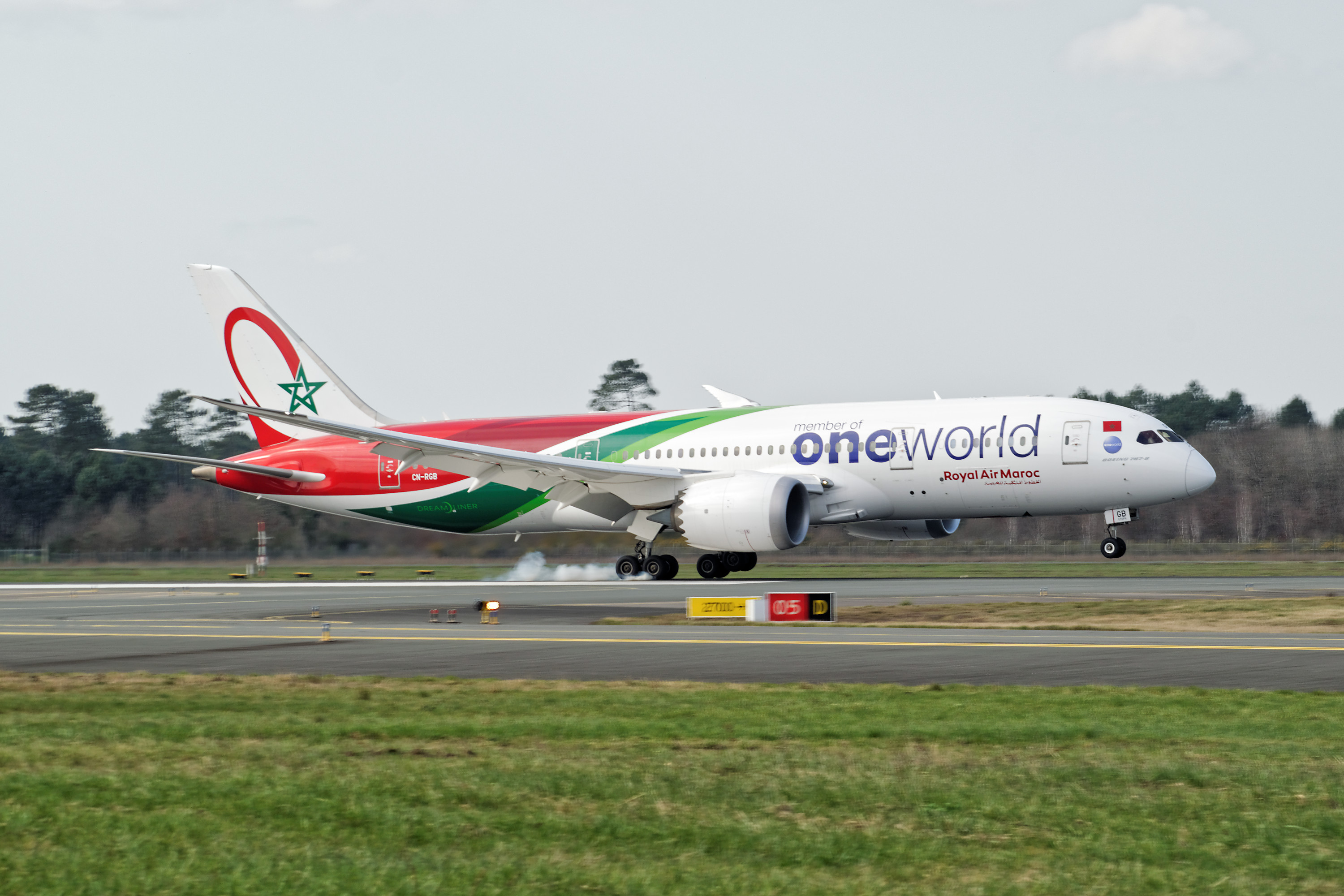
Livrée "One World" de la Royal Air Maroc.
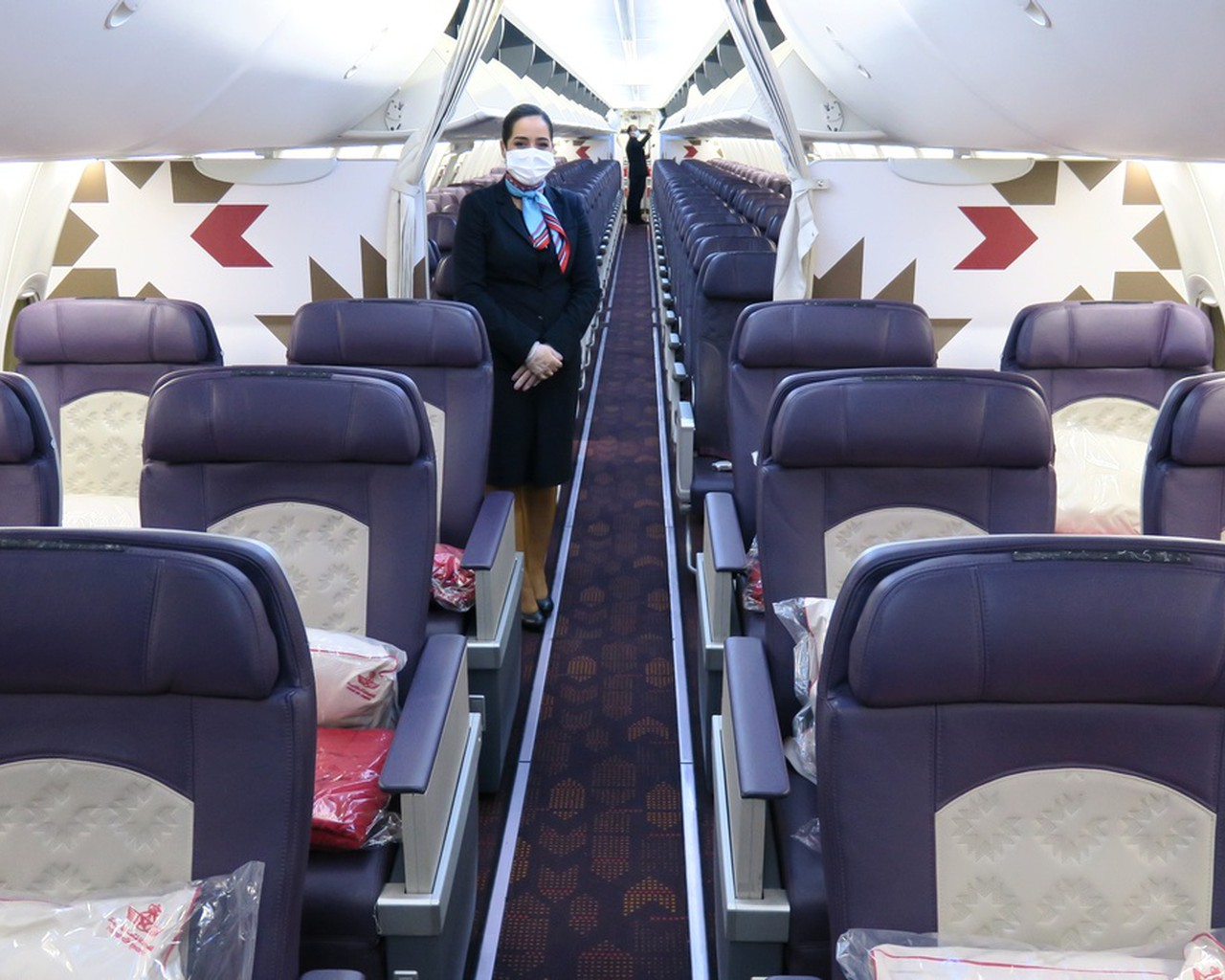
Cabine du 737 de la RAM depuis 2022.
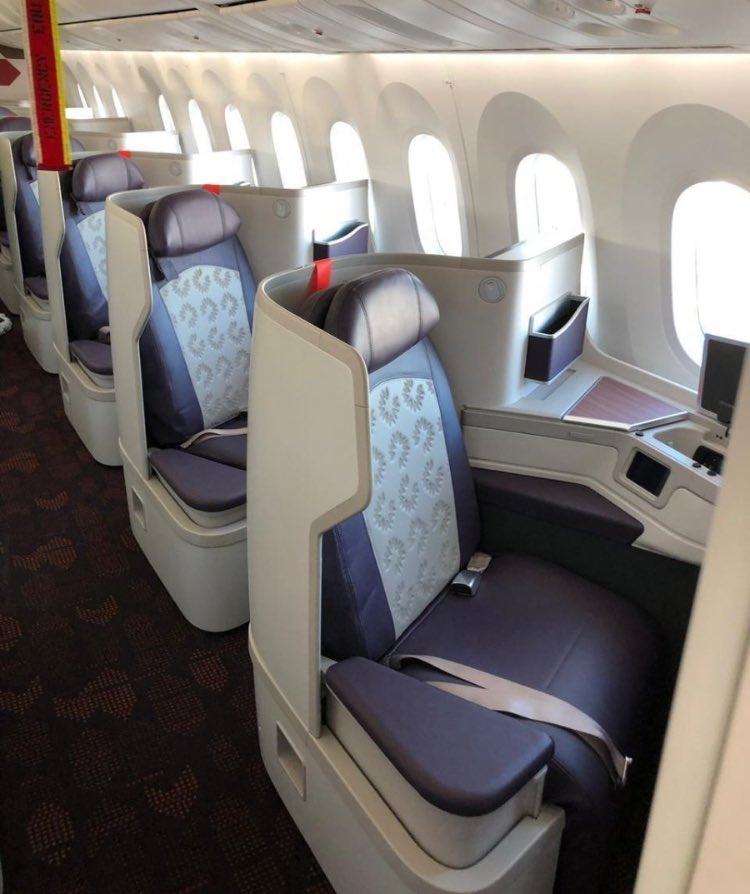
Business Class du 787 de la RAM depuis 2022.

## Statistiques

### Activité voyageurs
| 1994      | 2000      | 2005      | 2006         | 2007         | 2008        | 2009        | 2010        | 2011        | 2012        | 2013          |
| --------- | --------- | --------- | ------------ | ------------ | ----------- | ----------- | ----------- | ----------- | ----------- | ------------- |
| 1,100 · % | 2,200 · % | 3,353 · % | 3,923 · 17 % | 4,982 · 27 % | 5,281 · 6 % | 5,440 · 3 % | 5,875 · 8 % | 6,110 · 4 % | 5,800 · 5 % | 6,000 · 2,7 % |

| 2014          | 2015          | 2016        | 2017       | 2018       | 2019      | 2020        | 2021        | 2022        |
| ------------- | ------------- | ----------- | ---------- | ---------- | --------- | ----------- | ----------- | ----------- |
| 6,200 · 5,8 % | 6,300 · 1,6 % | 6,800 · 8 % | 7,300 · 9% | 7,957 · 9% | 7,957 · % | "COVID" · % | "COVID" · % | "COVID" · % |

| 2023      | 2024          | 2025 | 2026 | 2027 | 2028 | 2029 | 2030   |
| --------- | ------------- | ---- | ---- | ---- | ---- | ---- | ------ |
| 7,230 · % | 7,550 · 4,5 % | · %  | · %  | · %  | · %  | · %  | 25 · % |

### Activité fret

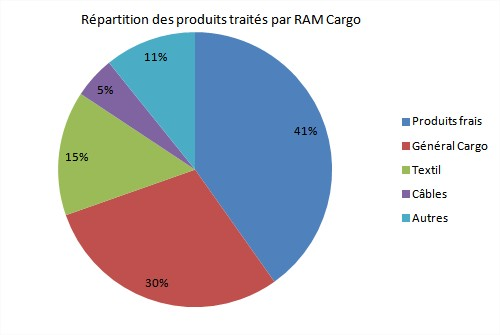
Fret RAM cargo (2014).

Vu la connectivité maritime et l'emplacement géographique du Maroc le marché du fret aérien a toujours été dominé par les autres modes de transport, le pays, réalisant une grande partie de ses échanges avec l'Europe, l'export se fait majoritairement par transport TIR contrairement à des pays sans accès à la mer comme l'Éthiopie dont la compagnie nationale est leader du fret aérien en Afrique avec la flotte la plus grande du continent.
Royal Air Maroc Cargo réalise 20 000 tonnes de fret par an soit 40 % du marché au Maroc qui est dominé par le leader mondial DHL. Royal Air Maroc détient un seul Boeing 737-300F cargo qui lui permet d'acheminer 5 000 tonnes de fret soit 25 % de son activité, le reste est transporté en vols mixtes ou en affrétant en wet lease des 767-300F à la demande. Depuis 2014 Royal Air Maroc a lancé des lignes régulières tout cargo vers Dakar ainsi que vers trois autres capitales des pays du sahel qui n'ont pas accès à la mer à savoir Bamako, Ouagadougou et Niamey. En vertu d'un accord signé entre RAM et l'Association Marocaine des Exportateurs (ASMEX) les entrepreneurs marocains bénéficient de réductions allant de 25 à 40 % sur leurs frais d'export de produits manufacturés et de 20 % pour les produits périssables.
Consciente des limitations du Boeing 737-300F aussi bien en volumes qu'en portée, Royal Air Maroc Cargo a fait acquisition d'un premier B767-300 exclusivement affecté au fret d'une capacité de 50 tonnes, le second B767 est prévu en 2020. Dans le même sens Royal Air Maroc a signé un partenariat avec l'opérateur américain ECS afin de faire transiter une partie du fret aérien nord américain par Casablanca vers les 33 destinations africaines du groupe au lieu des hubs européens. Le même accord permet à l’opérateur marocain de desservir les autres villes américaines couvertes par le groupe ECS au-delà de New York.

## Flotte
Royal Air Maroc exploite une flotte de 57 avions dont 1 avion cargo[Quand ?]. La compagnie aérienne marocaine a pour ambition de quadrupler la taille de sa flotte à 200 avions à l'horizon 2038 avec l'acquisition de nouveaux avions longs courriers et mono-couloirs Boeing 737 MAX. En outre, Royal Air Maroc envisage également d'acquérir de nouveaux avions petits porteurs E190 pour ses lignes secondaires et l'A220. La conversion en cargo de CN-ROW (Boeing 767-300) a permis de retirer CN-ROX (Boeing 737-300F) de la flotte cargo, ne faisant du 767 le seul avion cargo de la Royal air Maroc. Ayant une capacité totale de 45 tonnes, ainsi qu'une autonomie qui varie de 11 à 12 heures (en fonction du poids), il dessert de nombreuses destinations en Europe et en Afrique. Le développement de Royal air Maroc Cargo devrait faire de Casablanca un passage obligé entre l'Europe et l'Afrique, ainsi qu'entre l'Amérique et l'Asie, pour le transport de marchandises.
| sans cadre       | sans cadre                           | sans cadre                          | sans cadre                                                                                  | sans cadre     |                                     |
| Embraer 190      | Boeing 737-700                       | Boeing 737-800                      | Boeing 767-300ER                                                                            | Boeing 747-400 | Boeing 737F (Royal Air Maroc CARGO) |
|                  |                                      |                                     |                                                                                             |                |                                     |
|                  |                                      |                                     | (TS-INC) Avion de la flotte Nouvel air opérer souvent par la Royal Air Maroc jusqu'en 2016. |                |                                     |
| Boeing 737 MAX 8 | ATR 72-600 (Royal Air Maroc Express) | Boeing 767F (Royal Air Maroc CARGO) | Airbus A320 (Nouvel Air)                                                                    | Boeing 787-9   | Airbus A321 (Ancienne Flote)        |

### Flotte appartenant au gouvernement marocain[56]
|                |                                        |
| Boeing 737-800 | Boeing 747-800/Boeing 747-400 (CN-RGA) |

## Destinations
La compagnie dessert plus de cent destinations au Maroc et dans le monde.
| Pays                | Ville                 | Aéroport                                                       | Notes                                        |
| ------------------- | --------------------- | -------------------------------------------------------------- | -------------------------------------------- |
| Allemagne           | Francfort-sur-le-Main | Aéroport de Francfort-sur-le-Main                              |                                              |
| Royaume-Uni         | Londres               | Aéroport de Londres-Gatwick                                    |                                              |
| Royaume-Uni         | Londres               | Aéroport de Londres-Heathrow                                   |                                              |
| Royaume-Uni         | Manchester            | Aéroport de Manchester                                         |                                              |
| Angola              | Luanda                | Aéroport de Luanda-Quatro de Fevereiro                         |                                              |
| Arabie saoudite     | Riyad                 | Aéroport international du roi Khaled                           |                                              |
| Arabie saoudite     | Médine                | Aéroport international Prince Mohammad Bin Abdulaziz de Médine |                                              |
| Arabie saoudite     | Jeddah                | Aéroport international King Abdulaziz de Jeddah                |                                              |
| Belgique            | Bruxelles             | Aéroport de Bruxelles-National                                 |                                              |
| Bénin               | Cotonou               | Aéroport international de Cotonou                              |                                              |
| Brésil              | São Paulo             | Aéroport international de São Paulo/Guarulhos                  |                                              |
| Burkina Faso        | Ouagadougou           | Aéroport international de Ouagadougou                          |                                              |
| Cameroun            | Douala                | Aéroport international de Douala                               |                                              |
| Cameroun            | Yaoundé               | Aéroport international de Yaoundé-Nsimalen                     |                                              |
| Canada              | Montréal              | Montréal–Pierre Elliott Trudeau International Airport          |                                              |
| Canada              | Toronto               | Aéroport international Pearson de Toronto                      |                                              |
| Cap-Vert            | Praia                 | Aéroport international de Praia                                |                                              |
| Centre Afrique      | Bangui                | Aéroport international de Bangui                               |                                              |
| Chine               | Pékin                 | Aéroport international de Pékin                                |                                              |
| République du Congo | Brazzaville           | Aéroport international Maya-Maya                               |                                              |
| Rép démoc du Congo  | Kinshasa              | Aéroport international de Ndjili                               |                                              |
| Côte d’Ivoire       | Abidjan               | Aéroport international Félix-Houphouët-Boigny                  |                                              |
| Égypte              | Le Caire              | Aéroport international du Caire                                |                                              |
| Émirats arabes unis | Abu Dhabi             | Abu Dhabi International Airport                                |                                              |
| Émirats arabes unis | Al-Aïn                | Aéroport international d'Al-Aïn                                |                                              |
| Émirats Arabes Unis | Dubai                 | Aéroport international de Dubaï                                |                                              |
| Espagne             | Barcelone             | Aéroport Josep Tarradellas Barcelone-El Prat                   |                                              |
| Espagne             | Las Palmas            | Aéroport de Gran Canaria                                       |                                              |
| Espagne             | Madrid                | Aéroport Adolfo Suárez Madrid-Barajas                          |                                              |
| Espagne             | Málaga                | Aéroport de Malaga-Costa del Sol                               |                                              |
| Espagne             | Valence               | Aéroport de Valence                                            |                                              |
| Espagne             | Tenerife              | Aéroport de Tenerife-Sud                                       |                                              |
| États-Unis          | Miami                 | Aéroport international de Miami                                |                                              |
| États-Unis          | New York              | John F. Kennedy International Airport                          |                                              |
| États-Unis          | Washington            | Washington Dulles International Airport                        |                                              |
| États-Unis          | Los Angeles           | Aéroport international de Los Angeles                          | Courant 2025, Suite livraison du 11 eme B787 |
| France              | Bordeaux              | Aéroport de Bordeaux-Mérignac                                  |                                              |
| France              | Lyon                  | Aéroport de Lyon-Saint-Exupéry                                 |                                              |
| France              | Marseille             | Aéroport Marseille Provence                                    |                                              |
| France              | Montpellier           | Aéroport de Montpellier-Méditerranée                           |                                              |
| France              | Nantes                | Aéroport de Nantes-Atlantique                                  |                                              |
| France              | Nice                  | Aéroport de Nice-Côte d'Azur                                   |                                              |
| France              | Paris                 | Aéroport de Paris-Charles de Gaulle                            |                                              |
| France              | Paris                 | Aéroport de Paris-Orly                                         |                                              |
| France              | Strasbourg            | Aéroport de Strasbourg-Entzheim                                |                                              |
| France              | Toulouse              | Aéroport de Toulouse-Blagnac                                   |                                              |
| Gabon               | Libreville            | Aéroport international Léon-Mba                                |                                              |
| Gambie              | Banjul                | Aéroport international de Banjul                               |                                              |
| Ghana               | Accra                 | Aéroport international de Kotoka                               |                                              |
| Guinée-Bissau       | Bissau                | Aéroport international Osvaldo Vieira de Bissau                |                                              |
| Guinée Conakry      | Conakry               | Conakry International Airport                                  |                                              |
| Guinée-Équatoriale  | Malabo                | Aéroport de Malabo                                             |                                              |
| Italie              | Bologne               | Aéroport de Bologne-Borgo Panigale                             |                                              |
| Italie              | Milan                 | Aéroport de Milan Malpensa                                     |                                              |
| Italie              | Naples                | Aéroport de Naples-Capodichino                                 |                                              |
| Italie              | Rome                  | Aéroport international de Rome Ciampino                        |                                              |
| Italie              | Turin                 | Aéroport Sandro-Pertini de Turin Caselle                       |                                              |
| Italie              | Venise                | Aéroport de Venise-Marco-Polo                                  | (Suspendu, Dépendant de la saison)           |
| Liberia             | Monrovia              | Aéroport international de Monrovia-Roberts                     |                                              |
| Mali                | Bamako                | Aéroport international Modibo Keïta                            |                                              |
| Mauritanie          | Nouakchott            | Aéroport international de Nouakchott-Oumtounsy                 |                                              |
| Maroc               | Agadir                | Aéroport d'Agadir-Al Massira                                   |                                              |
| Maroc               | Al Hoceïma            | Aéroport Al Hoceima - Cherif-Al-Idrissi                        |                                              |
| Maroc               | Beni Mellal           | Aéroport de Béni Mellal                                        |                                              |
| Maroc               | Bouarfa               | Aéroport de Bouarfa                                            |                                              |
| Maroc               | Casablanca            | Mohammed V International Airport                               | Hub                                          |
| Maroc               | Dakhla                | Aéroport de Dakhla                                             |                                              |
| Maroc               | Errachidia            | Aérodrome d'Errachidia-Moulay Ali Chérif                       |                                              |
| Maroc               | Essaouira             | Aéroport d'Essaouira-Mogador                                   |                                              |
| Maroc               | Fès                   | Aéroport de Fès-Saïss                                          |                                              |
| Maroc               | Guelmim               | Aéroport de Guelmim                                            |                                              |
| Maroc               | Laâyoune              | Aéroport international Laâyoune - Hassan Ier                   |                                              |
| Maroc               | Marrakech             | Aéroport de Marrakech-Ménara                                   |                                              |
| Maroc               | Nador                 | Aéroport de Nador-Al Aroui                                     |                                              |
| Maroc               | Ouarzazate            | Aéroport de Ouarzazate                                         |                                              |
| Maroc               | Oujda                 | Aéroport d'Oujda-Angads                                        |                                              |
| Maroc               | Rabat                 | Aéroport de Rabat-Salé                                         |                                              |
| Maroc               | Tanger                | Aéroport de Tanger-Ibn Battouta                                |                                              |
| Maroc               | Tétouan               | Aérodrome de Tétouan - Sania R'mel                             |                                              |
| Maroc               | Zagora                | Aéroport de Zagora                                             |                                              |
| Niger               | Niamey                | Aéroport international Diori Hamani                            |                                              |
| Nigeria             | Abuja                 | Aéroport international Nnamdi Azikiwe                          |                                              |
| Nigeria             | Lagos                 | Aéroport international Murtala-Muhammed                        |                                              |
| Pays-Bas            | Amsterdam             | Amsterdam Airport Schiphol                                     |                                              |
| Portugal            | Lisbonne              | Aéroport Humberto Delgado de Lisbonne                          |                                              |
| Portugal            | Porto                 | Aéroport de Porto-Francisco Sá-Carneiro                        |                                              |
| Qatar               | Doha                  | Aéroport international Hamad                                   |                                              |
| Russie              | Moscou                | Aéroport de Moscou-Domodedovo                                  |                                              |
| Russie              | Moscou                | Aéroport de Moscou-Cheremetievo                                |                                              |
| Sénégal             | Dakar                 | Aéroport international Blaise-Diagne                           | Sécurité additionel                          |
| Sierra Leone        | Freetown              | Aéroport international de Lungi                                |                                              |
| Suède               | Stockholm             | Aéroport de Stockholm-Arlanda                                  |                                              |
| Suisse              | Genève                | Aéroport international de Genève                               |                                              |
| Tchad               | N'Djaména             | Aéroport international de N'Djaména                            |                                              |
| Togo                | Lomé                  | Aéroport international de Lomé-Tokoin                          |                                              |
| Turquie             | Istanbul              | Aéroport d'Istanbul                                            |                                              |
| Turquie             | Antalya               | Aéroport d'Antalya                                             |                                              |
| Tunisie             | Tunis                 | Aéroport international de Tunis-Carthage                       |                                              |

### Anciennes destinations
| Pays    | Ville       | Aéroport                                 |
| ------- | ----------- | ---------------------------------------- |
| France  | Bastia      | Aéroport de Bastia-Poretta               |
| France  | Lille       | Aéroport de Lille-Lesquin                |
| Kenya   | Nairobi     | Aéroport international Jomo Kenyatta     |
| Koweït  | Koweït City | Aéroport international du Koweït         |
| Nigeria | Kano        | Aéroport international Mallam Aminu Kano |
| Syrie   | Damas       | Aéroport international de Damas          |
| Espagne | Tenerife    | Aéroport de Tenerife-Nord                |

## Partenariats

### Accords interlignes (partages de codes)
Royal Air Maroc a signé plusieurs accords interlignes. Ces derniers, offrent à la RAM, 33 destinations différentes à travers le monde, un nombre tant convoité par de nombreuses compagnies aériennes. La majorité des accords signés par la RAM traite : la desserte des villes secondaires européennes via les capitales, élaboration d'une stratégie avec les compagnies GOL, JetBlue, Westjet, Etihad et enfin récemment, grâce à Qatar Airways la RAM a pu ouvrir des flux touristiques vers l'Amérique et l'Asie.
Ci-dessous, les principaux accords interlignes du groupe classés par ordre d'importance.
| Accord/ Pays            | Notes |
| ----------------------- | --- |
| GOL                     | Ce partenariat permet à la RAM d'atteindre plusieurs pays d’Amérique latine. |
| Qatar Airways :         | Cet accord dispense la RAM d'ouvrir une nouvelle ligne vers Pékin, il lui permet également d'ajouter d'autres destinations telles que Hong-Kong et Singapour via Doha. Les deux compagnies projettent de créer un pont entre l'Asie et l'Afrique. Un début de 10 vols hebdomadaires, entre Doha et Casablanca ont été signés entre les deux compagnies, dont un vol quotidien pour la compagnie Qatarie et 3 vols par semaine pour la compagnie marocaines assurés par un Dreamliner. La RAM partage dans cet accord 16 destinations africaines et 16 villes marocaines avec son homologue Qatarie. Qatar Airways souhaiterait acheter des parts dans la RAM et l'intégrer à Oneworld. |
| Etihad Airways :        | Ce partenariat entre Etihad et Royal Air Maroc permet aux clients d'Etihad de voyager vers l'Afrique via Casablanca. Il permet également aux passager de Royal Air Maroc de transiter à Abou Dhabi pour voyager vers l'Inde et l'Asie du sud est. |
| JetBlue :               | Ce partenariat permet à Royal Air Maroc de renforcer sa présence aux États-Unis, d'offrir à sa clientèle l'accès à l'ensemble du territoire américain via New York et permet ainsi à la ville de Casablanca d'affirmer sa position en tant que plate-forme de correspondance au sein de l'Afrique et du bassin méditerranéen.[pas clair] |
| Westjet :               | Cet accord permet à la RAM d'atteindre d'autres villes canadiennes et des états située plus au nord des États-Unis, via Montréal. |
| Air France :            | La collaboration avec Air France se traduit par une multiplication des dessertes en partage de code sur le réseau de la province française et une harmonisation des horaires favorisant la fluidité des correspondances au-delà de Casablanca. Ce partenariat offre davantage d'opportunités de correspondances vers les régions marocaines et françaises. |
| Brussels Airlines       | Le partage de codes avec Brussels Airlines permet d'augmenter la présence de la compagnie passant de 2 à 4 dessertes par semaine de Casablanca. |
| Egyptair                | Ce partenariat renforce les fréquences de vols entre Casablanca et le Caire. Cet accord, offre des opportunités de correspondance sur les destinations au départ de ces 2 villes.[pas clair] |
| Emirates                | Ce partenariat permet de renforcer l'offre de Royal Air Maroc sur le Moyen-Orient. Il prévoit par ailleurs de développer les ventes réciproques sur l'Afrique de l'Ouest via la plate-forme de correspondance de Casablanca et vers le Sud-Est asiatique via Dubaï |
| Iberia                  | Ce partenariat permet la multiplication des dessertes et une meilleure coordination des programmes et des horaires en vue d'enrichir l'offre des services aériens entre le Maroc et l'Espagne. |
| Royal Air Maroc Express | Ce programme se traduit par une densification des fréquences sur les dessertes intérieures Maroc et répond à un triple objectif : -Satisfaire les besoins de la clientèle marocaine pour les déplacements affaires, individuels et touristiques, tant à l'intérieur du réseau domestique que sur le réseau régional par des vols sur Valence, Malaga, Lisbonne et Porto. Optimiser les correspondances pour la plate-forme de correspondance de Casablanca de et vers le réseau international de Royal Air Maroc à partir des principales régions du Maroc. |
| Saudi Arabian Airlines  | Cet accord permet de renforcer les dessertes sur Djeddah et Riyad au départ de Casablanca. |
| Turkish Airlines        | Le partage de code entre Royal Air Maroc et Turkish Airlines permet de coordonner les programmes des vols entre Casablanca et Istanbul. |
| S7 Airlines             | Ce partenariat permet à Royal Air Maroc de renforcer sa présence aux Russie, d'offrir à sa clientèle l'accès à l'ensemble du territoire Russe et permet à Casablanca d'affirmer sa position de plate-forme de correspondance vers l'Afrique. Ce partenariat entre les deux compagnies permettra notamment à la RAM d'augmenter ses vols en direction de l'Afrique et les destinations américaines via la Russie. Des liaisons qui seront assurées à partir de Domodedovo, l'une des deux plateformes aéroportuaires de la compagnie russe S7 Airlines à Moscou. |

### Alliance internationale

#### L’hypothèse Skyteam
En 1998, la RAM présente sa candidature à Skyteam. La compagnie renonce plus tard à cette intégration qui impliquait une renonciation à certaines dessertes africaines alors que la stratégie de la RAM est tournée vers une augmentation des vols africains.

#### Oneworld
En décembre 2018, l’alliance Oneworld invite la RAM à rejoindre l’alliance, la troisième plus importante du monde. En janvier 2020, la compagnie annonce son intégration[réf. nécessaire]. Elle est la première compagnie africaine à intégrer l'alliance Oneworld,.

### Commerciaux
Outre les partages de codes, Royal Air Maroc et Iberia se sont associés dans le cadre de partage de miles de leurs deux programmes respectifs, ceci permettait pendant plusieurs années aux clients de Royal Air Maroc d'utiliser leurs miles obtenus au sein du programme Safar Flyer à bord des vols d'Iberia vers l'Amérique latine. En avril 2016, la compagnie marocaine signe un accord lui permettant d'intégrer le programme de fidélité AVIOS du groupe IAG, ce dernier déclare qu'il détient 4 % du marché international en Afrique et que son accord avec Royal Air Maroc lui permettrait d'atteindre 14 % dépassant Air France-KLM le numéro un actuel du marché africain. Il s'ensuit que cette étape ainsi que le partenariat signé avec Qatar Airways va dans le sens à ramener Royal Air Maroc dans le giron de OneWorld l'alliance de IAG et de la compagnie Qatarie.

### Technologique

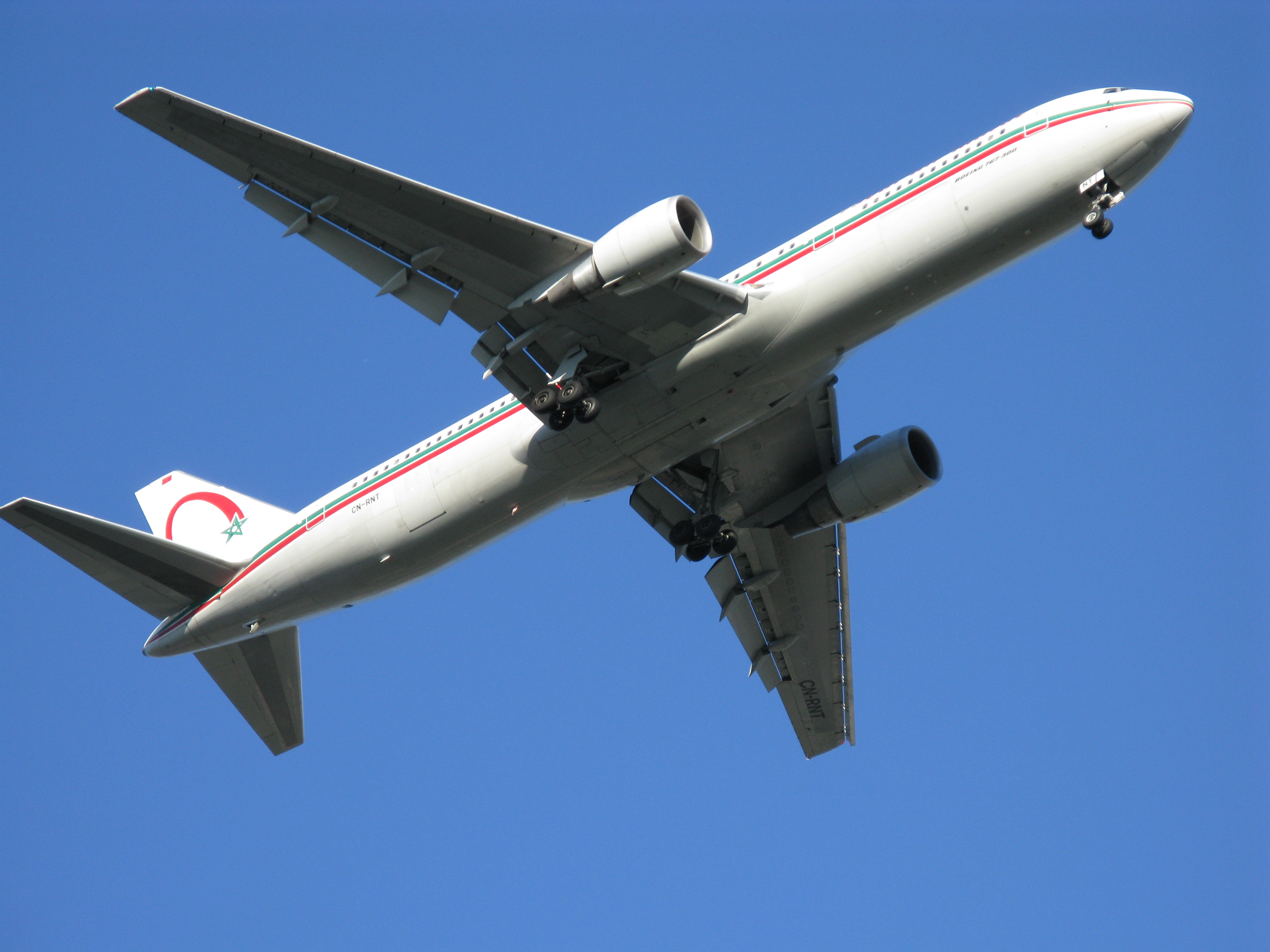
Ce Boeing 767-300 de Royal Air Maroc, immatriculé CN-RNT, a été endommagé lors d'un atterrissage à l'aéroport international John-F.-Kennedy.

- Ce Boeing 767-300 de Royal Air Maroc, immatriculé CN-RNT, a été endommagé lors d'un atterrissage à l'aéroport international John-F.-Kennedy.En avril 2009, Royal Air Maroc a rendu publique son intention d'externaliser ses systèmes de réservation, inventaire et enregistrement a l'aéroport[66], la migration de ces fonctions vers la plate-forme Altéa de Amadeus est survenue en juin de la même année. Avant l'acquisition de la solution Altéa d'Amadeus Royal Air Maroc utilisait le système développé par Air France (Alpha3).
- En 2013, RAM et AFI KLM E&M renforcent leur partenariat dans la maintenance des avions moyen courriers à travers leur coentreprise AeroTechnic Industries (ATI) créée en 2010 à Casablanca[67].
- En mars 2015, Royal Air Maroc confie la maintenance de ses Dreamliners à AFI KLM E&M basée à Amsterdam[68].
- En mai 2015, Inauguration de la co-entreprise STTS Ma, filiale de Royal Air Maroc et de STTS Group spécialisée en peinture d’avions à Casablanca[69].
- En 2016, la société Inflight Dublin (IFD) annonce avoir signé un partenariat avec Royal Air Maroc afin d'améliorer le divertissement en vol grâce à un IFE trilingue[70].
- [42]

## Accidents et incidents
- Le 1er avril 1970, l'avion CN-CCV, une Caravelle, s'est écrasée à l'approche de l'Aéroport Mohammed-V de Casablanca après une perte de contrôle à une hauteur de 500 pieds. 61 des 82 passagers et membres d'équipage sont morts.
- 22 décembre 1973 l’Accident d'une Caravelle de Royal Air Maroc opérant le vol Paris - Casablanca s'est écrasée à l'approche de l'Aéroport de Tanger-Ibn Battouta.
- Le 21 août 1994, le Vol Royal Air Maroc 630 opérant un vol intérieur entre Agadir et Casablanca perdit brutalement de l'altitude et chuta de 16 000 pieds pour s'écraser dans les montagnes de l'Atlas. Les enquêteurs ont supposé que le pilote a délibérément déconnecté son pilote automatique et fait plonger l'appareil vers le sol. Les 44 passagers et membres d'équipage sont morts.
- Le 21 janvier 1995, un Boeing 747-400 opérant le vol 205 se préparait à décoller de l'aéroport international Montréal-Mirabel à destination de New York puis Casablanca. Le pilote a commencé à manœuvrer son avion pour le mettre en position d'attente de décollage. Pensant que le dégivrage de l'appareil était terminé et que le parking était dégagé, il percuta soudainement deux véhicules de dégivrage qui étaient encore en place face aux deux stabilisateurs horizontaux, tuant trois personnes au sol et blessant deux autres[71].
- Le 20 avril 2009, un Boeing 767-300 opérant le vol AT-200 de Casablanca à New York a rencontré de fortes turbulences de sillage lors de l'approche finale ; l'avion a fait un atterrissage forcé et des inspections au sol ont révélé des fissures et des rides sur le fuselage. L'avion reprit le service après 4 mois de réparations[72].
- Le 4 novembre 2013, un avion de la Royal Air Maroc a été évacué d'urgence à l'Aéroport international Pierre-Elliott-Trudeau de Montréal, après un incendie sur un convoyeur à bagages stationné à l'arrière de l'appareil. Sept passagers ont été légèrement blessés.
- Le 9 juillet 2018, le Vol Royal Air Maroc Express 439 opérant un vol intérieur entre Tanger et Al Hoceima rentre en contact avec la mer à 2,5 km environ du seuil de piste, avec une accélération verticale de près de 4 G. Malgré le contact avec la surface de l'eau, les pilotes parviennent à faire une remise de gaz et à se dérouter vers l'Aéroport de Nador-Al Aroui. L'impact a causé de graves dommages sur le train d'atterrissage et au fuselage de l'appareil. Aucun passager ni membre d'équipage n'a été blessé dans l'incident et l'avion a finalement été réparé et remis en service.

## Galerie

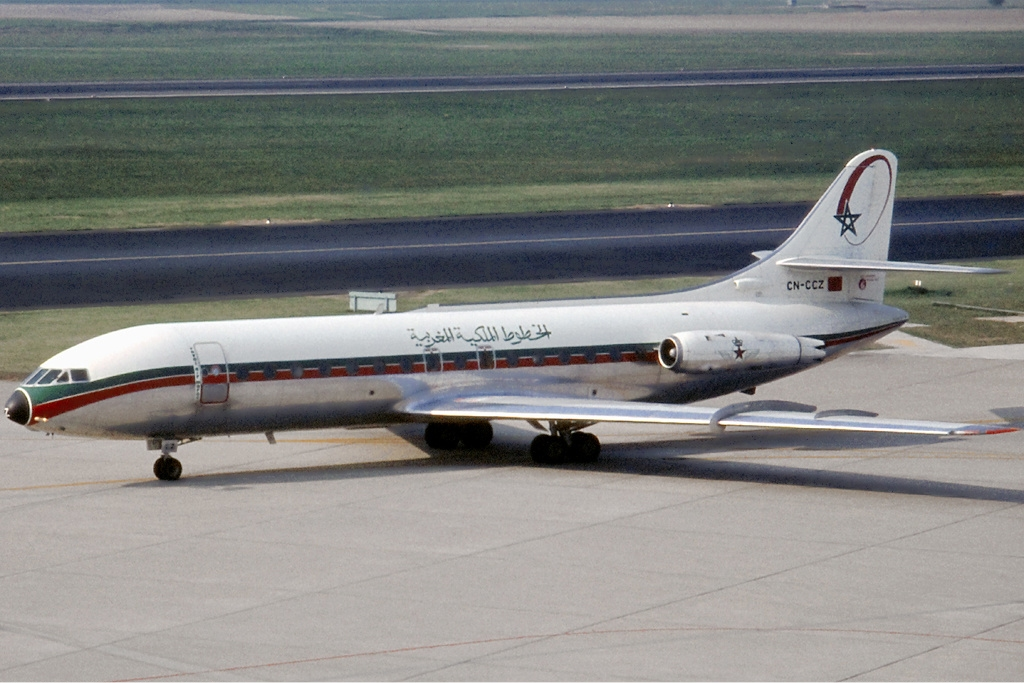
Caravelle commandé en 1958.
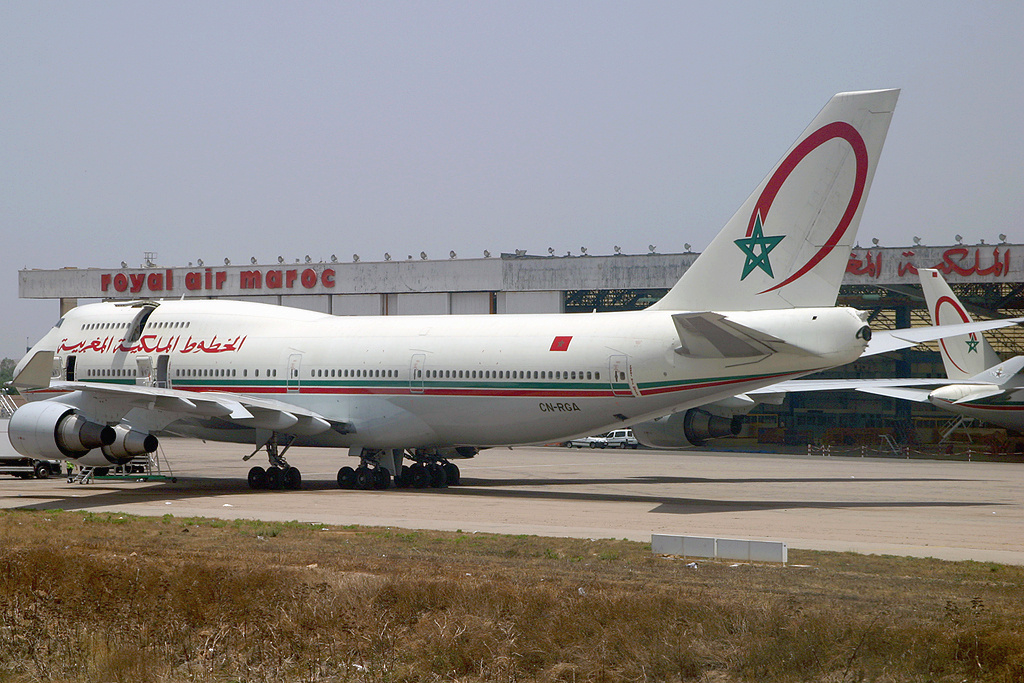
Boeing 747-400.
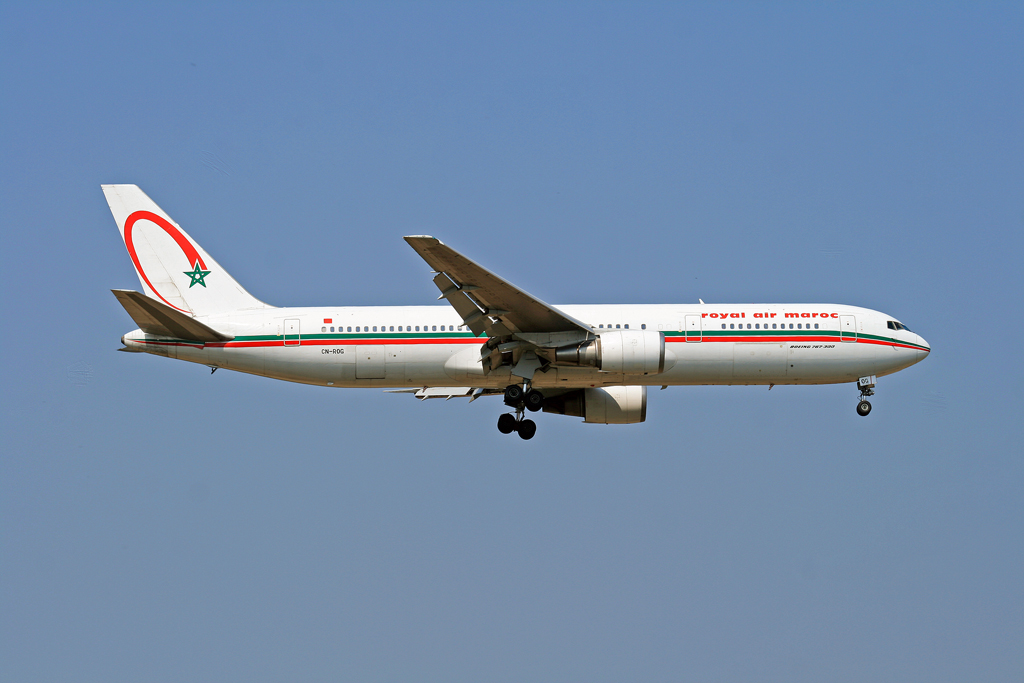
Boeing 767-300.
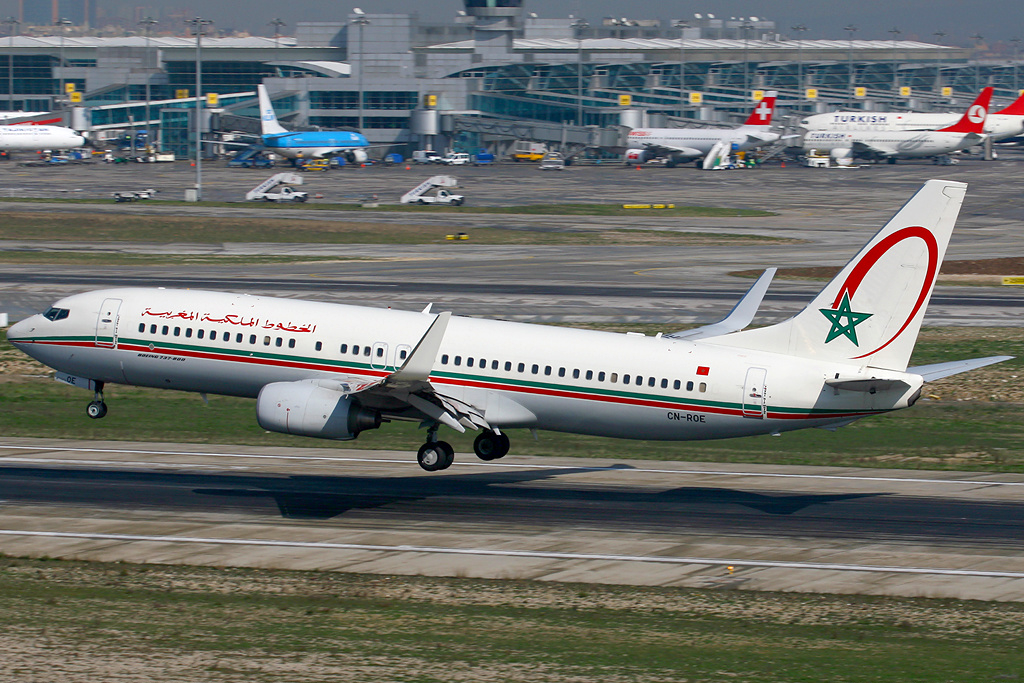
Boeing 737-800.
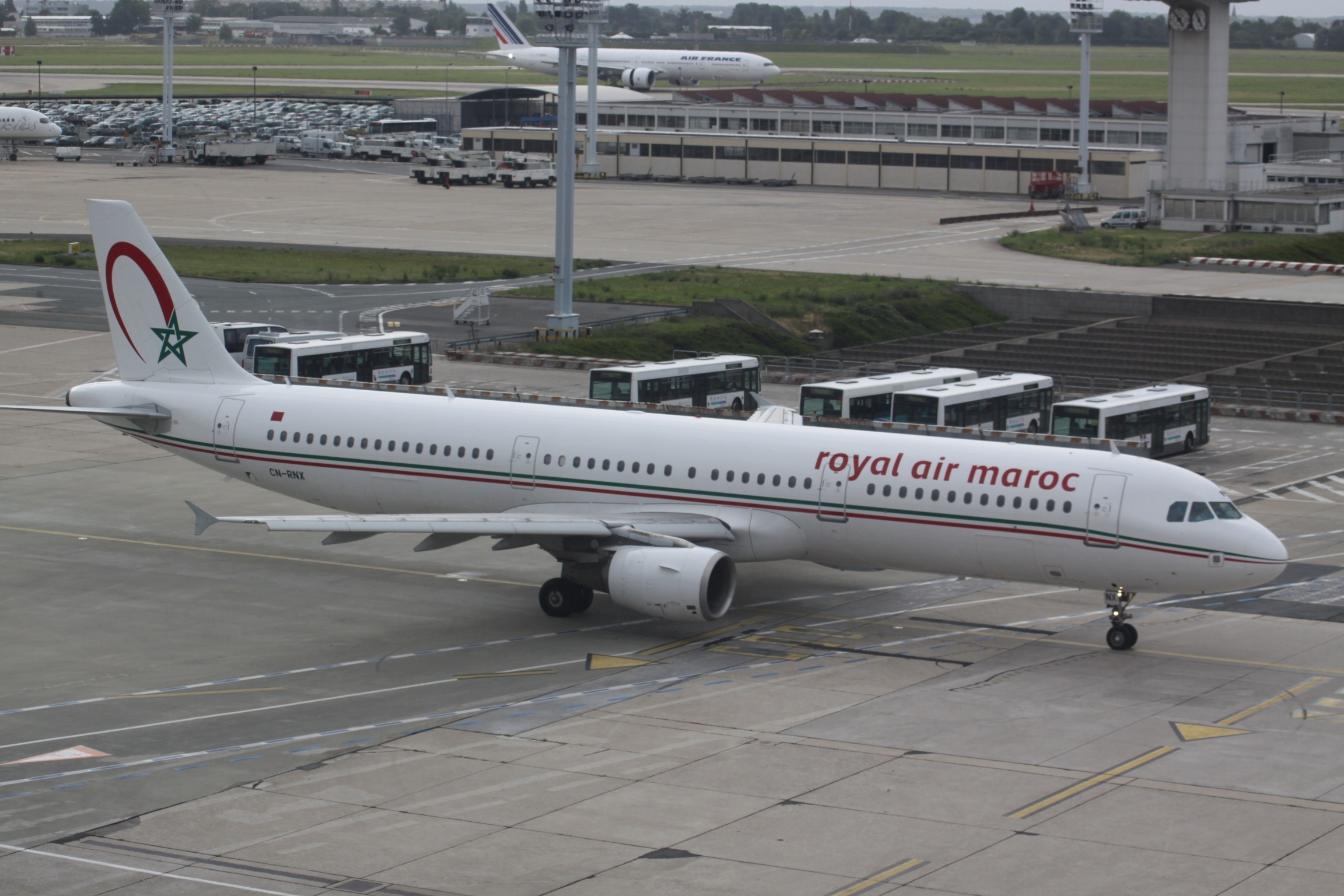
Airbus A321.
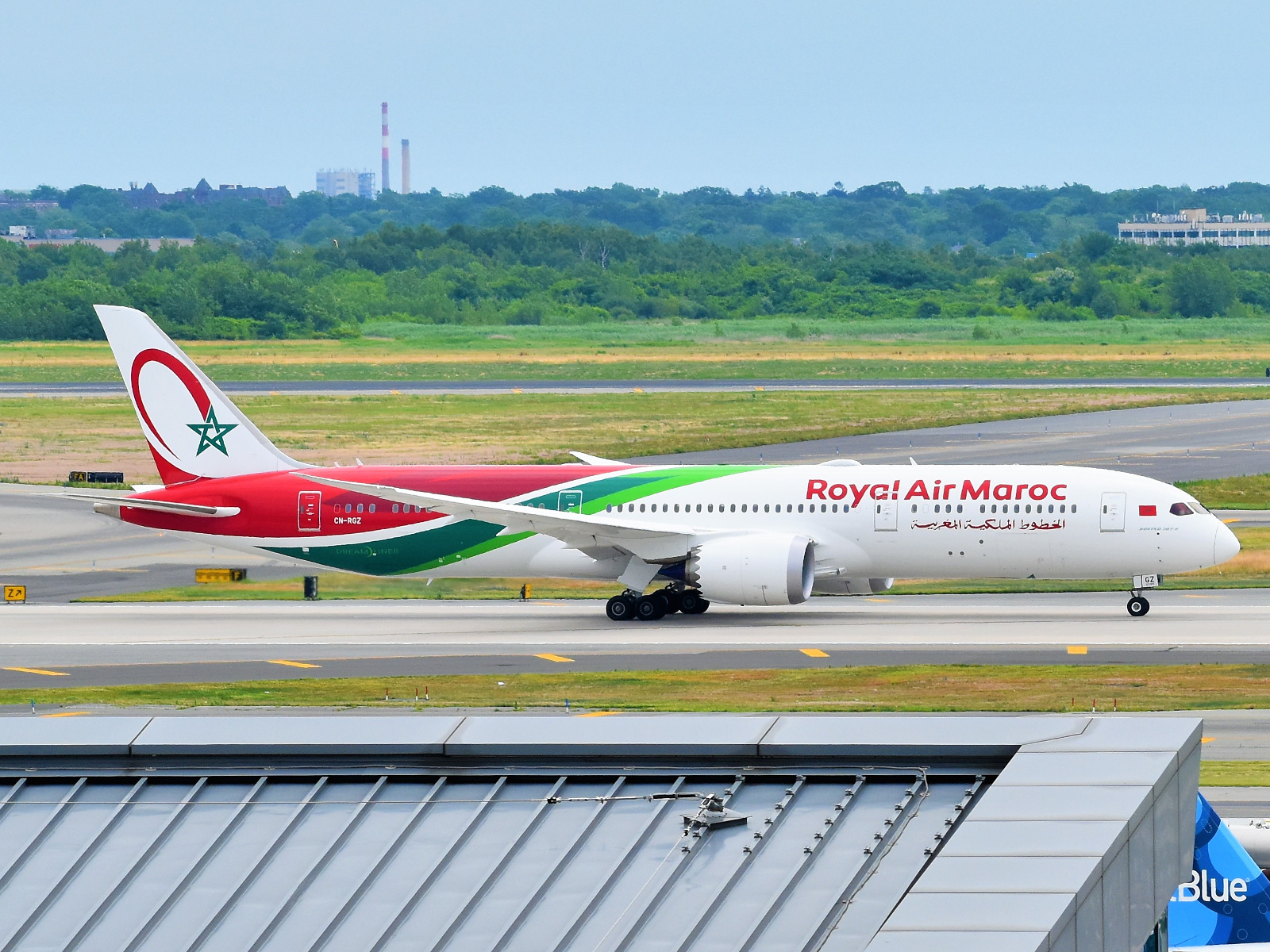
Boeing 787-9.